# فیلم در ۲۰۱۰
فیلم در ۲۰۱۰ به فیلم‌های منتشر شده در سال ۲۰۱۰ می‌پردازد. در این سال، تعداد فیلم‌ها در سبک درام افزایش یافت و برتری استفاده از تکنولوژی سه‌بعدی در ساخت فیلم، پس از موفقیت انتشار آواتار در این شکل، با ساخت فیلم‌هایی چون آلیس در سرزمین عجایب و برخورد تایتان‌ها در این فرمت، تثبیت شد.
فاکس قرن بیستم هفتاد و چهارمین سالگرد افتتاحش را جشن گرفت.

## پرفروش‌ترین فیلم‌ها
این فیلم‌ها، پرفروش‌ترین فیلم‌ها در سال ۲۰۱۰ هستند:
| رتبه | عنوان                              | استودیو                    | فروش جهانی         |
| ---- | ---------------------------------- | -------------------------- | ------------------ |
| ۱.   | داستان اسباب‌بازی ۳                 | استودیو سینمایی والت دیزنی | ۱٬۰۶۳٬۱۷۱٬۹۱۱ دلار |
| ۲.   | آلیس در سرزمین عجایب               | استودیو سینمایی والت دیزنی | ۱٬۰۲۵٬۴۶۷٬۱۱۰ دلار |
| ۳.   | هری پاتر و یادگاران مرگ - قسمت اول | وارنر برادرز               | ۹۶۰٬۲۸۳٬۳۰۵ دلار   |
| ۴.   | تلقین                              | وارنر برادرز               | ۸۲۵٬۵۳۱٬۰۳۰ دلار   |
| ۵.   | شرک برای همیشه                     | پارامونت پیکچرز            | ۷۵۲٬۶۰۰٬۸۶۷ دلار   |
| ۶.   | گرگ و میش: کسوف                    | سامیت اینترتینمنت          | ۶۹۸٬۴۹۱٬۳۴۷ دلار   |
| ۷.   | مرد آهنی ۲                         | پارامونت پیکچرز            | ۶۲۳٬۹۳۳٬۳۳۱ دلار   |
| ۸.   | گیسوکمند                           | استودیو سینمایی والت دیزنی | ۵۹۱٬۷۹۴٬۹۳۶ دلار   |
| ۹.   | من نفرت‌انگیز                       | یونیورسال استودیوز         | ۵۴۳٬۱۱۳٬۹۸۵ دلار   |
| ۱۰.  | چگونه اژدهای خود را تربیت کنیم     | پارامونت پیکچرز            | ۴۹۴٬۸۷۸٬۷۵۹ دلار   |

داستان اسباب‌بازی ۳ و آلیس در سرزمین عجایب هر دو بیشتر از یک میلیارد دلار کسب کردند و با این حساب، در رتبه اول ایستادند. جالب‌تر این‌که هر دو این فیلم‌ها در یک استودیو تولید شدند: والت دیزنی پیکچرز. داستان اسباب‌بازی ۳ اولین فیلم پویانمایی است که بیشتر از یک میلیارد فروش داشته‌است و پس از فیلم‌های منجمد و مینیون‌ها در رتبه سوم قرار دارد. دو فیلم دیگر، هری پاتر و یادگاران مرگ - قسمت اول و تلقین نیز در میان ۵۰ فیلم پرفروش تمام دوران‌ها، قرار گرفتند. همین‌طور برای اولین بار، پنج فیلم پویانمایی در میان ده فیلم پرفروش قرار داشتند و دوتای آن‌ها، در میان پنج فیلم اول جای گرفتند. سال ۲۰۱۰ همین‌طور رکورد فروش بالای ۱۰۰ میلیون دلار در افتتاحیه سال ۲۰۰۷ با سه فیلم و سال ۲۰۰۴ با دو فیلم را با چهار فیلم، شکست.

## رخدادها
ژانویه
۱۷ – برگزیدگان شصت و هفتمین مراسم گلدن گلوب اعلام شدند. .
۲۱ – نامزدهای شصت و سومین دوره جوایز بفتا اعلام شدند.
۲۳ – برگزیدگان شانزدهمین مراسم جایزه انجمن بازیگران فیلم اعلام شدند.
فوریه
۱ – نامزدهای جایزه تمشک طلایی اعلام شدند.
۲ – نامزدهای هشتاد و دومین دوره جوایز اسکار اعلام شدند.
۱۱ تا ۲۱ – شصتمین دوره جشنواره بین‌المللی فیلم برلین برگزار شد.
۲۱ – برگزیدگان شصت و سومین دوره جوایز بفتا اعلام شدند.
مارس
۶ – برگزیدگان جایزه تمشک طلایی اعلام شدند.
۷ – برگزیدگان هشتاد و دومین دوره جوایز اسکار اعلام شدند.
۲۸ – برندگان پانزدهمین دوره جایزه امپایر اعلام شدند.
مه
۱۲ تا ۲۳ – مراسم جشنواره فیلم کن ۲۰۱۰ برگزار شد.
ژوئن
۶ - برگزیدگان جایزه ام‌تی‌وی ۲۰۱۰ اعلام شدند.
ژوئیه
۲۲ تا ۱ اوت – دوره دهم جشنواره فیلم افق‌های تازه برگزار شد.
سپتامبر
۱ ال ۱۱ – شصت و هفتمین دوره جشنواره فیلم ونیز برگزار شد.
۹ تا ۱۹ – سی و پنجمین دوره جشنواره بین‌المللی فیلم تورنتو برگزار شد.
اکتبر
۸ تا ۱۷ – بیست و ششمین دوره جشنواره بین‌المللی فیلم ورشو برگزار شد.
۲۰ تا ۲۴ – اولین دوره جشنواره فیلم آمریکایی در وروتسواف برگزار شد.
نوامبر
۲۶ تا ۲۸ - چهارمین دوره جشنواره فیلم داون بریکرز برگزار شد.
۲۶ تا ۵ دسامبر – دوازدهمین جشنواره فیلم جاکارتا برگزار شد.
دسامبر
۴ – بیست و سومین دوره جوایز فیلم اروپا برگزار شد.
۱۱ – برگزیدگان پنجاه و دومین دوره جایزه انستیتوی فیلم استرالیایی اعلام شدند.

## جوایز
| دسته‌بندی/مسابقه            | شانزدهمین جوایز سالانه منتقدین سینمایی ۱۴ ژانویه ۲۰۱۱ | شصت و هشتمین مراسم گلدن گلوب ۱۶ ژانویه ۲۰۱۱ | شصت و هشتمین مراسم گلدن گلوب ۱۶ ژانویه ۲۰۱۱ | هفدهمین مراسم جایزه انجمن بازیگران فیلم ۳۰ ژانویه ۲۰۱۱ | شصت و چهارمین دوره جوایز بفتا ۱۳ فوریه ۲۰۱۱ | هشتاد و سومین دوره جوایز اسکار ۲۷ فوریه ۲۰۱۱ |
| دسته‌بندی/مسابقه            | شانزدهمین جوایز سالانه منتقدین سینمایی ۱۴ ژانویه ۲۰۱۱ | درام                                        | موزیکال یا کمدی                             | هفدهمین مراسم جایزه انجمن بازیگران فیلم ۳۰ ژانویه ۲۰۱۱ | شصت و چهارمین دوره جوایز بفتا ۱۳ فوریه ۲۰۱۱ | هشتاد و سومین دوره جوایز اسکار ۲۷ فوریه ۲۰۱۱ |
| -------------------------- | ----------------------------------------------------- | ------------------------------------------- | ------------------------------------------- | ------------------------------------------------------ | ------------------------------------------- | -------------------------------------------- |
| بهترین فیلم                | شبکه اجتماعی                                          | شبکه اجتماعی                                | بچه‌ها حالشان خوب است                        | N/A                                                    | سخنرانی پادشاه                              | سخنرانی پادشاه                               |
| بهترین کارگردان            | دیوید فینچر شبکه اجتماعی                              | دیوید فینچر شبکه اجتماعی                    | دیوید فینچر شبکه اجتماعی                    | N/A                                                    | دیوید فینچر شبکه اجتماعی                    | تام هوپر سخنرانی پادشاه                      |
| بهترین بازیگر مرد          | کالین فرث سخنرانی پادشاه                              | کالین فرث سخنرانی پادشاه                    | پل جیاماتی نسخه بارنی                       | کالین فرث سخنرانی پادشاه                               | کالین فرث سخنرانی پادشاه                    | کالین فرث سخنرانی پادشاه                     |
| بهترین بازیگر زن           | ناتالی پورتمن قوی سیاه                                | ناتالی پورتمن قوی سیاه                      | آنت بنینگ بچه‌ها حالشان خوب است              | ناتالی پورتمن قوی سیاه                                 | ناتالی پورتمن قوی سیاه                      | ناتالی پورتمن قوی سیاه                       |
| بهترین بازیگر نقش مکمل مرد | کریستین بیل مشت‌زن                                     | کریستین بیل مشت‌زن                           | کریستین بیل مشت‌زن                           | کریستین بیل مشت‌زن                                      | جفری راش سخنرانی پادشاه                     | کریستین بیل مشت‌زن                            |
| بهترین بازیگر نقش مکمل زن  | ملیسا لیو مشت‌زن                                       | ملیسا لیو مشت‌زن                             | ملیسا لیو مشت‌زن                             | ملیسا لیو مشت‌زن                                        | هلنا بونهام کارتر سخنرانی پادشاه            | ملیسا لیو مشت‌زن                              |
| بهترین فیلمنامه اقتباسی    | آرون سورکین شبکه اجتماعی                              | آرون سورکین شبکه اجتماعی                    | آرون سورکین شبکه اجتماعی                    | N/A                                                    | آرون سورکین شبکه اجتماعی                    | آرون سورکین شبکه اجتماعی                     |
| بهترین فیلمنامه غیراقتباسی | دیوید سیدلر سخنرانی پادشاه                            | آرون سورکین شبکه اجتماعی                    | آرون سورکین شبکه اجتماعی                    | N/A                                                    | دیوید سیدلر سخنرانی پادشاه                  | دیوید سیدلر سخنرانی پادشاه                   |
| بهترین پویانمایی           | داستان اسباب‌بازی ۳                                    | داستان اسباب‌بازی ۳                          | داستان اسباب‌بازی ۳                          | N/A                                                    | داستان اسباب‌بازی ۳                          | داستان اسباب‌بازی ۳                           |
| بهترین امتیاز اصلی         | شبکه اجتماعی ترنت رزنر و آتیکوس راس                   | شبکه اجتماعی ترنت رزنر و آتیکوس راس         | شبکه اجتماعی ترنت رزنر و آتیکوس راس         | N/A                                                    | سخنرانی پادشاه الکساندر دسپلا               | شبکه اجتماعی ترنت رزنر و آتیکوس راس          |
| بهترین ترانه ارجینال       | "If I Rise" ۱۲۷ ساعت                                  | "You Haven't Seen the Last of Me" برلسک     | "You Haven't Seen the Last of Me" برلسک     | N/A                                                    | N/A                                         | "We Belong Together" داستان اسباب‌بازی ۳      |
| بهترین فیلم خارجی‌زبان      | دختری با خالکوبی اژدها                                | در یک دنیای بهتر                            | در یک دنیای بهتر                            | N/A                                                    | دختری با خالکوبی اژدها                      | در یک دنیای بهتر                             |

## فیلم‌های سال ۲۰۱۰
جدول زیر فهرست فیلم‌هایی است که در سال ۲۰۱۰ منتشر شده‌اند:
- W: پخش جهانی (یا در بیش از ۶۰۰ سالن)
- L: انتشار محدود در برخی شهرها (کمتر از ۶۰۰ سالن)
- R: انتشار دوباره فیلم‌های پخش شده
- ‡: فیلم‌هایی که پس از پخش داخلی، به صورت جهانی پخش شدند.

### ژانویه–مارس
| افتتاحیه        | افتتاحیه | افتتاحیه | عنوان                                 | استودیو                                      | عوامل |
| --------------- | -------- | -------- | ------------------------------------- | -------------------------------------------- | --- |
| J A N U A R Y   | ۶        | L        | Sweetgrass                            | Cinema Guild                                 | Lucien Castaing-Taylor & Ilisa Barbash (کارگردان) |
| J A N U A R Y   | ۶        | L        | Garbage Dreams                        | Wynne Films                                  | Mai Iskوer (کارگردان) |
| J A N U A R Y   | ۸        | W        | شکنندگان روز                          | لاینزگیت                                     | برادران اسپیریگ (کارگردان/فیلمنامه)؛ ویلم دفو، ایتن هاک، سام نیل |
| J A N U A R Y   | ۸        | W        | سال کبیسه                             | یونیورسال استودیوز                           | امی آدامز، ادام اسکات، کیتلین اولسون، متیو گود |
| J A N U A R Y   | ۸        | W        | Youth in Revolt                       | واینستین کمپانی                              | مایکل سرا، ری لیوتا، استیو بوشمی، زک گالیفیاناکیس، جاستین لانگ، فرد ویلارد |
| J A N U A R Y   | ۸        | L        | Bitch Slap                            | IM Global /سامیت اینترتینمنت                 | Rick Jacobson (کارگردان) |
| J A N U A R Y   | ۸        | L        | اوضاع درهم خارج از زندان              | Freestyle Releasing                          | تیم آلن (کارگردان)؛ Tim Allen، سیگورنی ویور، جین تریپل‌هورن |
| J A N U A R Y   | ۸        | L        | Waiting for Armageddon                | First Run Features                           | Kate Davis, David Heilbroner (کارگردان) |
| J A N U A R Y   | ۸        | L        | Wonderful World                       | مگنولیا پیکچرز                               | Joshua Goldin (کارگردان)؛ متیو برودریک، سنا لیثن، فیلیپ بیکر هال |
| J A N U A R Y   | ۸        | L        | عشق غیرممکن!                          | یاش راج فیلمز                                | اودای چوپرا، پریانکا چوپرا، انوپم کهیر |
| J A N U A R Y   | ۱۵       | W        | کتاب عیلی                             | وارنر برادرز / سرخ‌پوست مرده                  | برادران هیوز، برادران هیوز (کارگردان)؛ Gary Whitta, Anthony Peckham (فیلمنامه)؛ دنزل واشینگتن، گری الدمن، میلا کونیس، ری استیونسون، فرانس دو لا تور، جنیفر بیلز، مایکل گمبون |
| J A N U A R Y   | ۱۵       | W        | همسایه جاسوس                          | لاینزگیت                                     | جکی چان، ماگنوس اسچوینگ، بیلی ری سایرس، جرج لوپز، لوکاس تیل، آمبر والتا، Katherine Boecher، مادلین کارول، دیو فولی، ویل شادلی |
| J A N U A R Y   | ۱۵       | L        | 44 Inch Chest                         | مومنتوم پیکچرز                               | Malcolm Vemille (کارگردان)؛ ری وینستون، ایان مک‌شین |
| J A N U A R Y   | ۱۵       | L        | تنگ ماهی                              | آی‌اف‌سی فیلمز                                 | آندریا آرنولد (کارگردان/فیلمنامه)؛ کتی جارویس، مایکل فسبندر، کیرستون وارینگ، هری ترداوی، Jason Maza, Rebecca Griffiths |
| J A N U A R Y   | ۲۰       | L        | House of Numbers                      | Knowledge Matters Productions                | Brent Leung (کارگردان) |
| J A N U A R Y   | ۲۲       | W        | اقدامات فوق‌العاده                     | سی‌بی‌اس فیلمز                                 | Tom Vaughan؛ برندن فریزر، هریسون فورد، کری راسل |
| J A N U A R Y   | ۲۲       | W        | لژیون                                 | اسکرین جمز                                   | Scott Stewart؛ پل بتانی، دنیس کواید، ترسی گیبسون، جاون تنی، چارلز اس. داتون، آدریان پالیکی، لوکاس بلک |
| J A N U A R Y   | ۲۲       | W        | پری دندان                             | فاکس قرن بیستم                               | مایکل لمبک (کارگردان)؛ دواین جانسون، استیون مرچنت، اشلی جاد، جولی اندروز، چیس الیسون، بیلی کریستال |
| J A N U A R Y   | ۲۲       | L        | آفرینش                                | نیومارکت فیلمز                               | جان امیل (کارگردان)؛ John Collee (فیلمنامه)؛ پل بتانی، جنیفر کانلی، جرمی نورثام، توبی جونز، جیم کارتر، بندیکت کامبربچ، تریسا چرچر |
| J A N U A R Y   | ۲۲       | L        | To Save a Life                        | ساموئل گلدوین فیلمز                          | Brian Baugh (کارگردان)؛ رندی وین، Deja Kreutzberg, Joshua Weigel، استیون کراودر، D. David Morin |
| J A N U A R Y   | ۲۲       | L        | Soundtrack for a Revolution           | Louverture Films                             | جان لجند، وایکلف ژان، The Roots، جاس استون، پسران نابینای آلاباما، Mary Mary، ریچی هیونز، و Anthony Hamilton |
| J A N U A R Y   | ۲۲       | L        | دختری در قطار                         | Strو Releasing                               | امیلی دوکن، کاترین دنو، رونیت القبص، Matthieu Demy |
| J A N U A R Y   | ۲۹       | W        | لبه تاریکی                            | وارنر برادرز / سرخ‌پوست مرده                  | مارتین کمپل (کارگردان)؛ مل گیبسون، ری وینستون، دنی هوستون، کاترینا اسکورسون |
| J A N U A R Y   | ۲۹       | W        | هنگامی که در رم                       | تاچ‌استون پیکچرز                              | مارک استیون جانسون (کارگردان)؛ کریستن بل، جاش دوهامل، ویل آرنت، آلکسیس دزینا، جون هدر، دکس شپارد، کیت می‌کوچی، بابی موینیهان، دنی دویتو، آنجلیکا هیوستون |
| J A N U A R Y   | ۲۹       | L        | Preacher's Kid                        | Gener8Xion Entertainment                     | Stan Foster (کارگردان)؛ لتویا لوکت، Rae'Ven Larrymore Kelly, کیرا شیرد، تانک، کلیفتون پاول، گرگوری آلن ویلیامز |
| J A N U A R Y   | ۲۹       | L        | Saint John of Las Vegas               | Circle of Confusion                          | Hue Rhodes (کارگردان)؛ استیو بوشمی، سارا سیلورمن |
| J A N U A R Y   | ۲۹       | L        | صورت شمالی                            | Music Box Films                              | بنو فورمان |
| F E B R U A R Y | ۳        | L        | Ajami                                 | Kino International                           | Scوar Copti & Yaron Shani (کارگردان/فیلمنامه) |
| F E B R U A R Y | ۵        | W        | جان عزیز                              | اسکرین جمز                                   | لاسه هالستروم (کارگردان)؛ چنینگ تیتوم، آماندا سایفرد، هنری توماس، اسکات پرتر، ریچارد جنکینز، دی. جی. کوترانا، کالن موس، Lبریتانیاe Benward |
| F E B R U A R Y | ۵        | W        | از پاریس با عشق                       | لاینزگیت                                     | پیر مورل (کارگردان)؛ جان تراولتا، جاناتان ریس میرز |
| F E B R U A R Y | ۵        | L        | یخ‌زده                                 | Anchor Bay Entertainment                     | آدام گرین (کارگردان)؛ اما بل، کوین زگرز، شان اشمور |
| F E B R U A R Y | ۵        | L        | حادثه شینجوکو                         | Barking Cow Distribution                     | جکی چان |
| F E B R U A R Y | ۵        | L        | Terribly Happy                        | Oscilloscope Pictures                        | یاکوب سیدرگرین, Lene Maria Christensen، کیم بودنیا، لارس بریگمن، وers Hove, Jens Jørn Spottag, Henrik Lykkegaard |
| F E B R U A R Y | ۵        | L        | District 13: Ultimatum                | مگنولیا پیکچرز                               | دیوید بل |
| F E B R U A R Y | ۵        | L        | چشمان کاملاً باز                       | Pecadillo Pictures                           | زوهار اشتراوس، ران دانکر، Tinkerbell, Tzahi Grad, Isaac Sharry, Avi Grainik |
| F E B R U A R Y | ۱۲       | W        | پرسی جکسون و المپ‌نشینان: دزد صاعقه    | فاکس قرن بیستم / رت‌پک انترتینمنت             | کریس کلمبوس (کارگردان)؛ لوگن لرمان، رزاریو داوسون، استیو کوگان، اوما تورمن، پیرس برازنان، کوین مک‌کید، شان بین، کاترین کینر، الکساندرا داداریو |
| F E B R U A R Y | ۱۲       | W        | روز والنتاین                          | وارنر برادرز / نیو لاین سینما / سرخ‌پوست مرده | گری مارشال (کارگردان)؛ اشتون کوچر، جنیفر گارنر، بردلی کوپر، جولیا رابرتس، ان هتوی، توفر گریس، جسیکا بیل، جیمی فاکس، Bryce Robinson، اما رابرتز، شرلی مک‌لین، هکتور الیزوندو، تیلور سوئیفت، تیلور لاتنر، جسیکا آلبا، پاتریک دمپسی، جرج لوپز، کویین لطیفه، اریک دین، کتی بیتس، کارتر جنکینس.                                                                                                |
| F E B R U A R Y | ۱۲       | W        | مرد گرگ‌نما                            | یونیورسال استودیوز                           | جو جانستون (کارگردان)؛ بنیسیو دل تورو، آنتونی هاپکینز، امیلی بلانت، جرالدین چاپلین، هوگو ویوینگ، ایسا باترفیلد |
| F E B R U A R Y | ۱۲       | L        | من خان هستم                           | فاکس سرچلایت پیکچرز                          | کاران جوهر (کارگردان)؛ شاهرخ خان، کاجول، جیمی شرگیل، Tanay Chheda |
| F E B R U A R Y | ۱۲       | L        | Videocracy                            | Lorber Films                                 | Erik Gوini (کارگردان) |
| F E B R U A R Y | ۱۲       | L        | سه احمق                               | ریلاینس انترتینمنت                           | عامر خان، کرینا کاپور، اومی وایدیا، رانگاناتان مدهوان، شارمان جوشی، بومان ایرانی |
| F E B R U A R Y | ۱۷       | L        | Celine: Through the Eyes of the World | سونی پیکچرز                                  | Stéphane Laporte (کارگردان)؛ سلین دیون، رنه آنژلی |
| F E B R U A R Y | ۱۷       | L        | لورد                                  | Palisades Tartan                             | سیلوی تستود، لئا سیدو، Gilette Barbier, Gerhard Liebmann، برونو تودشینی، الینا لوونسن، Katharina Flicker, Linde Prelog |
| F E B R U A R Y | ۱۹       | W        | جزیره شاتر                            | پارامونت پیکچرز / مایک مدووی                 | مارتین اسکورسیزی (کارگردان)؛ Laeta Kalogridis (فیلمنامه)؛ لئوناردو دی‌کاپریو، مارک روفالو، بن کینگزلی، میشل ویلیامز، امیلی مورتیمر، جکی ارل هیلی، ماکس فون سیدو، الیاس کوتیاس، پاتریشا کلارکسون، تد لواین، جان کارول لینچ |
| F E B R U A R Y | ۱۹       | W        | سایه‌نویس                              | سامیت اینترتینمنت                            | رومن پولانسکی (کارگردان)؛ Roman Polanski, Robert Harris (فیلمنامه)؛ یوان مک‌گرگور، پیرس برازنان، کیم کاترال، تیموتی هاتون |
| F E B R U A R Y | ۱۹       | L        | اشک‌های شادی                           | رودساید اترکشنز                              | دمی مور، ریپ تورن |
| F E B R U A R Y | ۱۹       | L        | The Good Guy                          | رودساید اترکشنز                              | الکسیز بلدل، اسکات پرتر، برایان گرینبرگ، آنا کلامسکی، آرون یو، اندرو مک‌کارتی |
| F E B R U A R Y | ۱۹       | L        | بارون قرمز                            | Monterey Media                               | ماتیاس شوایگهوفر، تیل شوایگر، لینا هیدی، جوزف فینز، ماکسیم مهمت، هانو کوفلر، فولکر بروخ |
| F E B R U A R Y | ۲۶       | W        | پلیس تعلیق‌شده                         | وارنر برادرز / سرخ‌پوست مرده                  | کوین اسمیت (کارگردان)؛ بروس ویلیس، تریسی مورگان، جیسون لی، شان ویلیام اسکات، آدام برودی |
| F E B R U A R Y | ۲۶       | W        | The Crazies                           | Overture Films                               | برک آیسنر (کارگردان)؛ تیموتی اولیفانت، رادا میشل، دانیل پانابیکر، جو اندرسون |
| F E B R U A R Y | ۲۶       | L        | یک پیامبر                             | سونی پیکچرز کلاسیکس                          | ژاک اودیار (کارگردان/فیلمنامه)؛ طاهر رحیم، نیلز آرستراپ، Alaa Oumouzoune, Gilles Cohen, Farid Elouardi, عادل بنشریف, Sonia Hell |
| F E B R U A R Y | ۲۶       | L        | Defendor                              | آلیانس فیلمز                                 | پیتر استبینگز (کارگردان/فیلمنامه)؛ وودی هارلسون، کت دنینگز، الیاس کوتیاس، ساندرا اوه، مایکل کلی |
| F E B R U A R Y | ۲۶       | L        | The Yellow Hوkerchief                 | ساموئل گلدوین فیلمز                          | ویلیام هرت، کریستن استوارت |
| F E B R U A R Y | ۲۶       | L        | Formosa Betrayed                      | اسکرین مدیا فیلمز                            | آدام کین (کارگردان)؛ Will Tiao, Charlie Stratton (فیلمنامه)؛ جیمز ون در بیک، وندی کروسون، Will Tiao، تزی ما |
| F E B R U A R Y | ۲۶       | L        | The Art of the Steal                  | Sundance Selects                             | Don Argott |
| F E B R U A R Y | ۲۶       | L        | Easier with Practice                  | Lantern Lane Entertainment                   | برایان گراتی |
| M A R C H       | ۵        | W        | آلیس در سرزمین عجایب                  | والت دیزنی پیکچرز                            | تیم برتون (کارگردان)؛ Linda Woolverton (فیلمنامه)؛ جانی دپ، میا واشیکوفسکا، هلنا بونهام کارتر، ان هتوی، کریسپین گلاور، مایکل شین، آلن ریکمن، استیون فرای، مت لوکاس، پل وایتهاوس، باربارا ویندسور، تیموتی اسپال، کریستوفر لی، مایکل گاف، ایملدا استنتون، لینزی دانکن، Jemma Powell، جرالدین جیمز، تیم پیگات-اسمیت، مارتون سوکاس، لئو بیل، فرانس دو لا تور، النور تاملینسون، Eleanor Gecks |
| M A R C H       | ۵        | W        | بهترین‌های بروکلین                     | Overture Films                               | آنتونی فوکوآ (کارگردان)؛ Michael C. Martin (فیلمنامه)؛ ایتن هاک، ریچارد گی‌یر، وینسنت دن آفریو، دان چیدل، وسلی اسنایپس، Robert Harris، لیلی تیلور، الن بارکین |
| M A R C H       | ۱۲       | W        | منطقه سبز                             | یونیورسال استودیوز                           | پل گرینگرس (کارگردان)؛ برایان هالگلند (فیلمنامه)؛ مت دیمون، ایمی رایان، جیسون ایساکس، برندن گلیسون، گرگ کینر، جسی ویلیامز |
| M A R C H       | ۱۲       | W        | او از سطح من بالاتر است               | پارامونت پیکچرز / دریم‌ورکس                   | Jim Field Smith (کارگردان)؛ شان آندرس، John Morris (فیلمنامه)؛ جی باروشل، آلیس ایو، تی جی میلر، مایک فوگل، نیت تورنس، کریستن ریتر، جف استالتس، لیندسی اسلون |
| M A R C H       | ۱۲       | W        | Our Family Wedding                    | فاکس سرچلایت پیکچرز                          | Rick Famuyiwa (کارگردان)؛ فارست ویتاکر، آمریکای فررا، کارلوس منچیا، رجینا کینگ، لنس گروس، شارلی مورفی |
| M A R C H       | ۱۲       | W        | مرا بیاد داشته باش                    | سامیت اینترتینمنت                            | آلن کولتر (کارگردان)؛ رابرت پتینسون، امیلی دی راوین، پیرس برازنان، کریس کوپر، لنا اولین، مارتا پلیمپتن |
| M A R C H       | ۱۲       | L        | دزدیده‌شده                             | آی‌اف‌سی فیلمز                                 | وers وerson (کارگردان)؛ Glenn Taranto (فیلمنامه)؛ جان هم، جاش لوکاس |
| M A R C H       | ۱۲       | L        | Children of Invention                 | Sasquatch Films                              | Tze Chun (کارگردان) |
| M A R C H       | ۱۹       | W        | شکارچی جایزه‌بگیر                      | کلمبیا پیکچرز                                | اندی تننت (کارگردان)؛ جرارد باتلر، جنیفر آنیستون |
| M A R C H       | ۱۹       | W        | دفترچه خاطرات یک بی‌عرضه               | فاکس قرن بیستم                               | تور فرویدنتال (کارگردان) Jeff Filgo, Jackie Filgo, Jeff Judah (فیلمنامه)؛ زکری گوردون، رابرت کپرون، استیو زان، راچل هاریس، دوون بوستیک، کلویی مورتز، Connor و Owen Fielding، گریسون راسل |
| M A R C H       | ۱۹       | W        | شرخر                                  | یونیورسال استودیوز                           | جود لا، فارست ویتاکر، آلیس براگا |
| M A R C H       | ۱۹       | L        | هابل سه‌بعدی                           | وارنر برادرز                                 | Toni Myers (کارگردان/فیلمنامه)؛ لئوناردو دی‌کاپریو، کاترین مک‌آرتور، گرگوری سی. جانسون، مایکل جی ماسیمینو |
| M A R C H       | ۱۹       | L        | فراری‌ها                               | Apparition                                   | فلوریا سیجیزموندی (کارگردان/فیلمنامه)؛ داکوتا فانینگ، کریستن استوارت، مایکل شنون |
| M A R C H       | ۱۹       | L        | گرین‌برگ                               | فوکوس فیچرز                                  | نوآ بامباک (کارگردان/فیلمنامه)؛ بن استیلر، گرتا گرویگ، ریس ایفانز، جنیفر جیسن لی، کریس مسینا، بری لارسون، جونو تیمپل |
| M A R C H       | ۱۹       | L        | Kimjongilia                           | Lorber Films                                 | N.C. Heiken (کارگردان/فیلمنامه) |
| M A R C H       | ۱۹       | L        | The Killing Jar                       | New Films International                      | Mark Young (کارگردان/فیلمنامه)؛ دنی ترخو |
| M A R C H       | ۱۹       | L        | City Islو                             | Anchor Bay Films                             | Raymond De Felitta (کارگردان/فیلمنامه)؛ اندی گارسیا، امیلی مورتیمر، آلن آرکین |
| M A R C H       | ۲۶       | W        | جکوزی ماشین زمان                      | مترو گلدوین مایر                             | Steve Pink (کارگردان)؛ جان کیوسک، راب کوردری، کریگ رابینسون، کلارک دوک، لیزی کاپلان، کریسپین گلاور، سباستین استن |
| M A R C H       | ۲۶       | W        | چگونه اژدهای خود را تربیت کنیم        | پارامونت پیکچرز / دریم‌ورکس انیمیشن           | کریس سندرز، دین دبلوا (کارگردان/فیلمنامه)؛ Will Davies (فیلمنامه)؛ جی باروشل، جرارد باتلر، کریگ فرگوسن، آمریکای فررا، جونا هیل، کریستوفر مینتز-پلاسه، تی جی میلر، کریستن ویگ |
| M A R C H       | ۲۶       | L        | کلویی                                 | سونی پیکچرز کلاسیکس                          | جولیان مور، لیام نیسون، آماندا سایفرد |
| M A R C H       | ۲۶       | L        | Waking Sleeping Beauty                | والت دیزنی پیکچرز                            | دن هان |
| M A R C H       | ۳۱       | W        | The Last Song                         | تاچ‌استون پیکچرز                              | Julie Anne Robinson (کارگردان)؛ نیکلاس اسپارکس (فیلمنامه)؛ مایلی سایرس، گرگ کینر، لیام همسورث، کلی پرستون، بابی کولمن |

### آوریل-ژوئن
| افتتاحیه  | افتتاحیه | افتتاحیه | عنوان                                                   | استودیو                                                      | عوامل |
| --------- | -------- | -------- | ------------------------------------------------------- | ------------------------------------------------------------ | --- |
| A P R I L | ۲        | W        | برخورد تایتان‌ها                                         | وارنر برادرز / سرخ‌پوست مرده                                  | لویس لتریر (کارگردان)؛ لارنس کاسدان (فیلمنامه)؛ رالف فاینس، لیام نیسون، سم ووردینگتن، جما آرترتون، دنی هوستون، جیسون فلمینگ، نیکولاس هولت، الکسا داوالس، مدس میکلسن، کایا اسکودلاریو |
| A P R I L | ۲        | W        | چرا من هم ازدواج کردم؟                                  | لاینزگیت                                                     | تایلر پری (کارگردان/فیلمنامه)؛ جنت جکسون، Tyler Perry، جیل اسکات، تاشا اسمیت، Kevin Navayne |
| A P R I L | ۲        | L        | Don McKay                                               | Image Entertainment                                          | Jake Goldberger (کارگردان/فیلمنامه)؛ توماس هیدن چرچ، الیزابت شو، ملیسا لیو، جیمز ریبهورن، ام امت والش، پروییت تیلور وینس، کیث دیوید |
| A P R I L | ۲        | L        | بزرگ‌ترین                                                | Paladin Films                                                | Shana Feste (کارگردان/فیلمنامه)؛ پیرس برازنان، کری مولیگان، آرون تایلر-جانسون |
| A P R I L | ۹        | W        | شب قرار                                                 | فاکس قرن بیستم                                               | شاون لوی (کارگردان)؛ استیو کارل، تینا فی، مارک والبرگ، جیمز فرانکو، لیتون میستر، کامن، تراجی پی. هنسون، کریستن ویگ، ری لیوتا، میلا کونیس، مارک روفالو، ویلیام فیکنر، ویل. آی. ام |
| A P R I L | ۹        | W        | Letters to God                                          | Vivendi Entertainment                                        | David Nixon (کارگردان)؛ Patrick Doughtie (co-کارگردان)؛ Patrick Doughtie (story/فیلمنامه)؛ Art D'Alessوro, Sوra Thrift, Cullen Douglas (نویسندهs)؛ بیلی مدیسن، روبین لایولی، رالف ویت |
| A P R I L | ۹        | L        | When You're Strange                                     | Abramorama, Rhino Records                                    | تام دی چیلیو (کارگردان/فیلمنامه)؛ جان دنزمور، رابی کریگر، ری منزرک، جیم موریسون، جانی دپ |
| A P R I L | ۹        | L        | La Mission                                              | Screen Media Films                                           | Peter Bratt (کارگردان/فیلمنامه)؛ بنجامین برت، اریکا الکساندر، Jeremy Ray Valdez, Jesse Borrego، تالیسا سوتو |
| A P R I L | ۹        | L        | پس از زندگی                                             | Anchor Bay Films                                             | آگنیه‌شکا ویتوویچ-وسلو (کارگردان)؛ Agnieszka Wojtowicz-Vosloo, Paul Vosloo (فیلمنامه)؛ کریستینا ریچی، لیام نیسون، جاستین لانگ، جاش چارلز، Chوler Canterbury |
| A P R I L | ۹        | L        | The Black Waters of Echo's Pond                         | Project 8 Films                                              | Gabriel Bologna (کارگردان)؛ Gabriel Bologna & Sean Clark (فیلمنامه)؛ رابرت پاتریک، دانیل هریس، جیمز دووال، Arcadiy Golubovich, Electra Avellan, Elise Avellan, Nick Mennell, Sean Lawlor |
| A P R I L | ۱۶       | W        | مرگ در مراسم خاکسپاری                                   | اسکرین جمز                                                   | نیل لابیت (کارگردان)؛ مارتین لارنس، کریس راک، جیمز مارسدن، لوک ویلسون، پیتر دینکلیج |
| A P R I L | ۱۶       | W        | کیک-اس                                                  | لاینزگیت                                                     | متیو وان (کارگردان)؛ آرون تایلر-جانسون، کلارک دوک، نیکلاس کیج، کلویی مورتز، مارک استرانگ، کریستوفر مینتز-پلاسه، لیندزی فونسکا |
| A P R I L | ۱۶       | L        | جونزها                                                  | رودساید اترکشنز                                              | دریک بورت (کارگردان)؛ دمی مور، دیوید دوکاونی، امبر هرد، گری کول |
| A P R I L | ۱۶       | L        | ۴٫۳٫۲٫۱                                                 | لاینزگیت                                                     | نول کلارک، Ben Drew، اما رابرتز، تامسین اجرتون، Ben Shepherd |
| A P R I L | ۱۶       | L        | The City of Your Final Destination                      | Screen Media Films                                           | جیمز ایوری (کارگردان)؛ روث پراور جابوالا (فیلمنامه)؛ آنتونی هاپکینز، عمر متولی، لورا لینی، شارلوت گنزبور |
| A P R I L | ۱۶       | L        | Exit Through the Gift Shop                              | تهیه‌کنندهs Distribution Agency                               | بنکسی (کارگردان) |
| A P R I L | ۱۶       | L        | The Perfect Game                                        | Slowhو Releasing                                             | ویلیام دیر (کارگردان)؛ W. William Winokur (فیلمنامه)؛ کلیفتن کالینز جونیور، چیچ مارین، لوئیس گوست، جونیور، امیلی دی راوین، بروس مک‌گیل، Patricia Manterola |
| A P R I L | ۲۲       | W        | اقیانوس                                                 | دیزنی نیچر                                                   | ژاک پرن، Jacques Cluzaud (کارگردان) |
| A P R I L | ۲۳       | W        | نقشه جایگزین                                            | سی‌بی‌اس فیلمز                                                 | آلن پل (کارگردان)؛ جنیفر لوپز، الکس الاکلین، نورین دیوالف، دونال لوگ، جنیفر الیز کوکس، ملیسا مک‌کارتی، آنتونی اندرسون |
| A P R I L | ۲۳       | W        | بازنده‌ها                                                | وارنر برادرز / سرخ‌پوست مرده                                  | جفری دین مورگان، ادریس البا، کریس ایوانز، کلمبوس شورت، جیسون پاتریک، زویی سالدانا، اسکار جانادا |
| A P R I L | ۲۳       | L        | Breath Made Visible: Anna Halprin                       | Argot Films                                                  | Reudi Gerber (کارگردان)؛ Anna Halprin، لاورنس هالپرین، مرس کانینگهام، A.A. Leath, John Graham, Rana Halprin |
| A P R I L | ۲۳       | L        | Behind the Burly Q                                      | First Run Features                                           | آلن آلدا، Nat Bodian, Lorraine Lee، تمپست استورم، Blaze Starr, Kitty West, Taffy O'Neill, Mike Iannucci |
| A P R I L | ۲۳       | L        | مرد کاغذی                                               | MPI Media Group                                              | جف دانیلز، اما استون، رایان رینولدز، لیسا کودرو، کیرن کالکین |
| A P R I L | ۲۳       | L        | بوگی ووگی                                               | آی‌اف‌سی فیلمز                                                 | استلان اسکارشگورد، کریستوفر لی، جیلین اندرسون، هدر گراهام، جوانا لامبی، جیمی وینستون، آماندا سایفرد، الن کامینگ |
| A P R I L | ۲۸       | L        | انسان هزارپا                                            | آی‌اف‌سی فیلمز                                                 | توم سیکس (کارگردان) |
| A P R I L | ۳۰       | W        | انتقام خزدار                                            | سامیت اینترتینمنت                                            | برندن فریزر، بروک شیلدز، کن جیونگ |
| A P R I L | ۳۰       | W        | کابوس در خیابان الم                                     | وارنر برادرز / نیو لاین سینما / سرخ‌پوست مرده / پلاتینوم دونس | ساموئل بایر (کارگردان)؛ Wesley Strick، اریک هیزرر (فیلمنامه)؛ جکی ارل هیلی، رونی مارا، توماس دکر، کایل گالنر، کلنسی براون، کیتی کسیدی، کانی بریتون، کلان لاتز |
| A P R I L | ۳۰       | L        | هری براون                                               | ساموئل گلدوین                                                | Daniel Barber (کارگردان)؛ مایکل کین، امیلی مورتیمر، جک اوکانل، لیام کانینگهام، Ben Drew |
| A P R I L | ۳۰       | L        | The Good Heart                                          | مگنولیا پیکچرز                                               | پل دانو |
| A P R I L | ۳۰       | L        | لطفاً کمک کنید                                           | سونی پیکچرز کلاسیکس                                          | Nicole Holofcener (کارگردان)؛ کاترین کینر، ربکا هال، اولیور پلات، آماندا پیت |
| M A Y     | ۵        | L        | کافر                                                    | TriBeCa Productions                                          | Josh Appignanesi (کارگردان)؛ دیوید بدیل (فیلمنامه)؛ امید جلیلی، ریچارد شیف، آرچی پنجابی، Igal Naor، مینا انور، Amit Shah, Soraya Radford، میراندا هارت، مت لوکاس |
| M A Y     | ۵        | L        | The Trotsky                                             | TriBeCa Productions                                          | جیکوب تی‌یرنی (کارگردان/فیلمنامه) |
| M A Y     | ۵        | L        | سکس و داروها و راک اند رول                              | TriBeCa Productions                                          | اندی سرکیس، ری وینستون |
| M A Y     | ۷        | W        |                                                         |                                                              | |
| M A Y     | ۷        | W        | مرد آهنی ۲                                              | پارامونت پیکچرز / مارول استودیوز                             | جان فاورو (کارگردان)؛ جاستین ثرو (فیلمنامه)؛ رابرت داونی جونیور، دان چیدل، میکی رورک، گوئینت پالترو، سام راکول، اسکارلت جوهانسون، الیویا مان، ساموئل ال. جکسون، کلارک گرگ، جان اسلتری، Jon Favreau، استن لی، پل بتانی |
| M A Y     | ۷        | L        | نوزادان                                                 | فوکوس فیچرز                                                  | Thomas Balmès (کارگردان) |
| M A Y     | ۷        | L        | Casino Jack و the United States of Money                | Jigsaw Productions                                           | الکس گیبنی (کارگردان) |
| M A Y     | ۷        | L        | Mother و Child                                          | سونی پیکچرز کلاسیکس                                          | رودریگو گارسیا (کارگردان)، آنت بنینگ، نائومی واتس، کری واشینگتن، ساموئل ال. جکسون |
| M A Y     | ۷        | L        | سوگند                                                   | Zeitgeist Films                                              | لورا پویترس |
| M A Y     | ۷        | L        | او. اس. اس ۱۱۷: گم‌شده در ریو                            | Music Box Films                                              | میشل آزاناویسوس (کارگردان) |
| M A Y     | ۷        | L        | The Lightkeepers                                        | New Films International                                      | ریچارد درایفس، بلایث دانر |
| M A Y     | ۷        | L        | Multiple Sarcasms                                       | Multiple Avenue Releasing                                    | میرا سوروینو و تیموتی هاتون |
| M A Y     | ۷        | L        | Trash Humpers                                           | Drag City                                                    | هارمونی کورین (کارگردان/فیلمنامه) |
| M A Y     | ۱۲       | L        | متروپیا                                                 | جشنواره فیلم ترایبکا                                         | وینسنت گالو، جولیت لوئیس، الکساندر اسکارشگرد، استلان اسکارشگورد، اودو کیر |
| M A Y     | ۱۴       | W        | Just Wright                                             | فاکس سرچلایت پیکچرز                                          | Sanaa Hamri (کارگردان)؛ Michael Elliott (فیلمنامه)؛ کویین لطیفه، کامن، پائولا پاتون |
| M A Y     | ۱۴       | W        | نامه‌هایی به ژولیت                                       | سامیت اینترتینمنت                                            | گری وینیک (کارگردان)؛ آماندا سایفرد، ونسا ردگریو |
| M A Y     | ۱۴       | W        | رابین‌هود                                                | یونیورسال استودیوز                                           | ریدلی اسکات (کارگردان)؛ راسل کرو، مارک ادی، کیت بلانشت، مارک استرانگ |
| M A Y     | ۱۴       | L        | در جستجوی اریک                                          | آیکون پروداکشنز                                              | کن لوچ (کارگردان)؛ اریک کانتونا، Steve Evets, Stephanie Bishop |
| M A Y     | ۱۴       | L        | Princess Kaiulani                                       | Matador Pictures, Islو Film Group, Trailblazer Films         | Marc Forby (کارگردان)؛ کیوریانکا کیلچر، بری پیپر، ویل پاتون، شان اونز، جیمی یوئیل، جولیان گلاور، تامزین مرچانت، کاترین استدمن، Kainoa Kilcher |
| M A Y     | ۱۴       | L        | بابا لنگ‌دراز                                            | Sundance Selects                                             | بن سفدی، چاشوا سفدی (کارگردان/فیلمنامه) |
| M A Y     | ۱۴       | L        | Here و There                                            | Cinema Purgatorio                                            | دیوید تورنتون، میریانا کارانوویچ، سیندی لاپر، Branislav Trifunović، Jelena Mrdja, Antone Pagan, Max King, Fredda Lomsky |
| M A Y     | ۱۴       | L        | Touching Home                                           | California Film Institute                                    | لوگان میلر، Noah Miller (کارگردان/فیلمنامه) |
| M A Y     | ۲۱       | W        | مک‌گروبر                                                 | Rogue Pictures                                               | جورما تاکونی (کارگردان)، ویل فورته، کریستن ویگ، رایان فیلیپ، وال کیلمر، پاورز بوث، مایا رودولف، درک میرس، مارک هنری، کریس جریکو، کین، بیگ شو، ام‌وی‌پی، گریت کالی، جان لیفیلد |
| M A Y     | ۲۱       | W        | شرک برای همیشه                                          | پارامونت پیکچرز / دریم‌ورکس انیمیشن                           | مایک میچل (کارگردان)؛ مایک مایرز، ادی مورفی، کامرون دیاز، آنتونیو باندراس، جولی اندروز، جان کلیز، والت دورن، جان هم، کریگ رابینسون، جین لینچ، مریدیت ویرا |
| M A Y     | ۲۱       | L        | Holy Rollers                                            | First Independent Pictures                                   | Kevin Asch (کارگردان)، Antonio Macia (فیلمنامه)؛ جسی آیزنبرگ، جاستین بارتا، آری گرینر، کیو-تیپ |
| M A Y     | ۲۱       | L        | Racing Dreams                                           | White Buffalo Entertainment                                  | Marshall Curry (کارگردان) |
| M A Y     | ۲۱       | L        | مرد منزوی                                               | Anchor Bay Films                                             | Brian Koppelman, David Levien (کارگردان)؛ Brian Kopplman (فیلمنامه)؛ مایکل داگلاس، سوزان ساراندون، دنی دویتو، مری-لوئیز پارکر، جینا فیشر، جسی آیزنبرگ، ایموجن پوتس، بن شنکمن |
| M A Y     | ۲۱       | L        | بادبادک‌ها                                               | ریلاینس انترتینمنت                                           | آنوراگ باسو (کارگردان)؛ Robin Bhatt, Akarsh Khurana، آنوراگ باسو (فیلمنامه)؛ هریتک روشن، باربارا موری، کبیر بدی، کانگانا رانوت، Nick Brown |
| M A Y     | ۲۱       | L        | جان رابه                                                | Strو Releasing                                               | فلوریان گالنبرگر (کارگردان/فیلمنامه) |
| M A Y     | ۲۱       | L        | پاداش پریر                                              | آی‌اف‌سی فیلمز                                                 | جیم برودبنت، برندن گلیسون |
| M A Y     | ۲۵       |          | The 7 Adventures of Sinbad                              |                                                              | |
| M A Y     | ۲۷       | W        | سکس و شهر ۲                                             | وارنر برادرز / نیو لاین سینما / سرخ‌پوست مرده                 | مایکل پاتریک کینگ (کارگردان/فیلمنامه)؛ سارا جسیکا پارکر، کریستین دیویس، سینتیا نیکسون، کیم کاترال، کریس نوت |
| M A Y     | ۲۸       | W        | شن‌های زمان                                              | والت دیزنی پیکچرز                                            | مایک نیوول (کارگردان)؛ Carlo Bernard (فیلمنامه)؛ جیک جیلنهال، جما آرترتون، بن کینگزلی، آلفرد مولینا |
| M A Y     | ۲۸       | L        | Survival of the Dead                                    | مگنولیا پیکچرز                                               | جرج رومرو (کارگردان)؛ آلان ون اسپرانگ، دوون بوستیک |
| M A Y     | ۲۸       | L        | The Father of My Children                               | آی‌اف‌سی فیلمز                                                 | میا هانسن-لووه (کارگردان/فیلمنامه) |
| M A Y     | ۲۸       | L        | کلاف سردرگم                                             | سونی پیکچرز کلاسیکس                                          | ژان-پیر ژونه (کارگردان) |
| M A Y     | ۲۸       | L        | آگورا                                                   | لاینزگیت / فوکوس فیچرز / نیومارکت فیلمز                      | آلخاندرو آمنابار (کارگردان)؛ ریچل وایس، مکس مینگلا، Oscar Issacs، مایکل لونزدل، Sami Samir، اشرف برهوم، روپرت اوانس، همایون ارشادی، ریچارد دوردن, Manuel Cauchi, Charles Thake, Omar Mostafa, Harry Borg |
| M A Y     | ۲۸       | L        | The Last Shot                                           | Original Films                                               | امیلیو رودریگز (کارگردان)؛ امیلیو رودریگز، Josh Arms, Tino Rodríguez, Jacob Arms |
| J U N E   | ۴        | W        | بیارش گریک                                              | یونیورسال استودیوز                                           | نیکلاس استولر (کارگردان/فیلمنامه)؛ راسل برند، جونا هیل، رز بیرن، الیزابت ماس، شان کامز |
| J U N E   | ۴        | W        | قاتلین                                                  | لاینزگیت                                                     | رابرت لوکتیک (کارگردان)؛ اشتون کوچر، کاترین هیگل، تام سلک، کاترین اوهارا، مارتین مول، کاترین وینیک |
| J U N E   | ۴        | W        | مارمادوک                                                | فاکس قرن بیستم                                               | تام دی (کارگردان)؛ اوون ویلسون، اما استون، کیفر ساترلند، کریستوفر مینتز-پلاسه، سام الیوت، جودی گریر، لی پیس، استیو کوگان، ویلیام اچ میسی، جرج لوپز، فرگی، مارلون وینس، دیمون وینس جونیور، دیوید ویلیامز |
| J U N E   | ۴        | W        | شکاف                                                    | وارنر برادرز / سرخ‌پوست مرده                                  | وینچنزو ناتالی (کارگردان)؛ Vincenzo Natali, Antoinette Terry Bryant, Doug Taylor (فیلمنامه)؛ آدرین برودی، سارا پلی، دلفین چانیک |
| J U N E   | ۴        | L        | اوندین                                                  | مگنولیا پیکچرز                                               | نیل جوردن (کارگردان/فیلمنامه)؛ کالین فارل، استیون ری، آلیتسیا باخلدا-تسروش، تونی کورران، درولا کیروان, Tom Archdeacon, Don Wycherley, امیل هشتینا, Norma Sheahan |
| J U N E   | ۴        | L        | Living in Emergency: Stories of Doctors Without Borders | Truly Indie                                                  | Chris Brasher, Davinder Gill, Tom Krueger, Chiara Lepora |
| J U N E   | ۴        | L        | Sleeping with Charlie Kaufman                           | Osipa Media                                                  | J Rolو Kelly (کارگردان) |
| J U N E   | ۴        | L        | Rosencrantz و Guildenstern Are Undead                   | Indican Pictures                                             | جیک هافمن، دوون اوکی، جان ونتیمیگلیا، کریس لمکی، رالف ماکیو، Joey Kern |
| J U N E   | ۴        | L        | راجنیتی                                                 | یوتی‌وی موشن پیکچرز                                           | پراکاش جها (کارگردان) |
| J U N E   | ۴        | L        | Finding Bliss                                           | Phase 4 Films                                                | جولی دیویس (کارگردان/فیلمنامه)؛ لیلی سوبیسکی، کریستن جانستون، متیو دیویس، دنیس ریچاردز، جیمی کندی |
| J U N E   | ۴        | L        | Gone with the Pope                                      | Grindhouse Releasing                                         | Bill Boyd, John Bruno, Carl Cocomo, Lorenzo Dardado, Paul DiAmico, Steve DiBiaso, Nola Hو، Jeanne Hibbard |
| J U N E   | ۱۱       | W        | تیم آ                                                   | فاکس قرن بیستم                                               | جو کارنهان (کارگردان)؛ لیام نیسون، بردلی کوپر، کوئینتون جکسون، شارلتو کوپلی، جسیکا بیل |
| J U N E   | ۱۱       | W        | بچه کاراته کار                                          | کلمبیا پیکچرز                                                | هارالد زوارت (کارگردان)؛ جکی چان، جیدن اسمیت، تراجی پی. هنسون |
| J U N E   | ۱۱       | L        | زمستان استخوان‌سوز                                       | رودساید اترکشنز                                              | دبرا گرانیک (کارگردان)؛ جنیفر لارنس، جان هاکس، گرت دیلاهانت، دیل دیکی |
| J U N E   | ۱۱       | L        | Joan Rivers: A Piece of Work                            | آی‌اف‌سی فیلمز                                                 | جون ریورز |
| J U N E   | ۱۱       | L        | کوکو شانل و ایگور استراوینسکی                           | سونی پیکچرز کلاسیکس                                          | آنا موگلالیس، مدس میکلسن |
| J U N E   | ۱۱       | L        | 12th & Delaware                                         | Loki Films                                                   | Heidi Ewing, Rachel Grady (کارگردان) |
| J U N E   | ۱۱       | L        | لاتاری                                                  | Variance Films                                               | Madeleine Sackler |
| J U N E   | ۱۸       | W        | Jonah Hex                                               | وارنر برادرز / سرخ‌پوست مرده                                  | جیمی هیوارد (کارگردان)؛ جاش برولین، مگان فاکس، جان مالکوویچ، ویل آرنت، مایکل فسبندر، مایکل شنون |
| J U N E   | ۱۸       | W        | داستان اسباب‌بازی ۳                                      | والت دیزنی پیکچرز / پیکسار                                   | لی آنکریچ (کارگردان)؛ مایکل آرندت (فیلمنامه)؛ تام هنکس، تیم آلن، جون کیوسک، ند بیتی، دان ریکلس، والاس شاون، جان راتزنبرگر، مایکل کیتون، استل هریس، بلیک کلارک، Jeff Pidgeon، جان موریس، جودی بنسون، لاری میت کالف، بونی هانت، تیموتی دالتون، کریستین شال، جف گارلین، باد لاکی، جان سایگان، جک انجل، Jan Rabson، ووپی گلدبرگ، ریچارد کیند، تدی نیوتون، آر لی امی، Colleen O'Shaughnessey، جس هارنل |
| J U N E   | ۱۸       | L        | سایروس                                                  | فاکس سرچلایت پیکچرز                                          | جی دپلاس، مارک دوپلاس (کارگردان)؛ جان سی ریلی، جونا هیل، مریسا تومه، کاترین کینر، مت والش، کیتی اسلتون |
| J U N E   | ۱۸       | L        | من عشق هستم                                             | مگنولیا پیکچرز                                               | لوکا گوادانینو (کارگردان/فیلمنامه)؛ تیلدا سوئینتن، Flavio Parenti، گابریله فرزتی، Pippo Delbono, ادواردو گابریلینی |
| J U N E   | ۱۸       | L        | قاتل درون من                                            | آی‌اف‌سی فیلمز                                                 | مایکل وینترباتم (کارگردان)؛ کیسی افلک، جسیکا آلبا، کیت هادسون |
| J U N E   | ۱۸       | L        | پلید                                                    | ریلاینس انترتینمنت                                           | مانی راتنام (کارگردان/فیلمنامه)؛ آبیشک باچان، ویکرام، Govinda، آیشواریا رای |
| J U N E   | ۱۸       | L        | 8: The Mormon Proposition                               | Red Flag Releasing                                           | Reed Cowan |
| J U N E   | ۱۸       | L        | 45365                                                   | Seventh Art Releasing                                        | Bill Ross IV, Turner Ross (کارگردان) |
| J U N E   | ۱۸       | L        | Stonewall Uprising                                      | First Run Features                                           | Kate Davis, David Heilbroner (کارگردان)؛ David Heilbroner (فیلمنامه) |
| J U N E   | ۱۸       | L        | رفیقه‌ها                                                 | Film Forum                                                   | میکل‌آنجلو آنتونیونی (کارگردان)؛ Michelangelo Antonioni (فیلمنامه)؛ چزاره پاوزه (novel)؛ الئونورا روسی دراگو، والنتینا کورتس، Madeleine Fischer |
| J U N E   | ۲۳       | W        | شوالیه و روز                                            | فاکس قرن بیستم                                               | جیمز منگولد (کارگردان)؛ تام کروز، کامرون دیاز |
| J U N E   | ۲۵       | W        | بزرگ‌شده‌ها                                               | کلمبیا پیکچرز                                                | دنیس داگن (کارگردان)؛ آدام سندلر (فیلمنامه)؛ آدام سندلر، کوین جیمز، کریس راک، دیوید اسپید، راب اشنایدر، سلما هایک، ماریا بلو، مایا رودولف |
| J U N E   | ۲۵       | L        | South of the Border                                     | Cinema Libre Studio                                          | الیور استون (کارگردان) |
| J U N E   | ۲۵       | L        | علف‌های وحشی                                             | سونی پیکچرز کلاسیکس                                          | آلن رنه (کارگردان)؛ Alex Reval (فیلمنامه)؛ کریستین گلی (novel)؛ آندری دوسولیه، سابین آزما، امانوئل دوو، متیو آمالریک، آن کنسینی، Michel Vuillermoz، ادوارد بائر، آنی کوردی |
| J U N E   | ۲۵       | L        | دندان نیش                                               | Kino International                                           | کریستوس استرگیوگلو، Michele Valley, Aggeliki Papoulia, Mary Tsoni, Hristos Passalis, Anna Kalaitzidou |
| J U N E   | ۲۵       | L        | Restrepo                                                | Outpost Films                                                | تیم هترینگتن، Sebastian Junger (کارگردان) |
| J U N E   | ۲۵       | L        | متولد شدم، اما…                                         | Janus Films                                                  | Hideo Sugawara، آئوکی تومیو، Tatsuo Saito |
| J U N E   | ۳۰       | W        | گرگ و میش: کسوف                                         | سامیت اینترتینمنت                                            | دیوید اسلید (کارگردان)؛ ملیسا روزنبرگ (فیلمنامه)؛ کریستن استوارت، رابرت پتینسون، تیلور لاتنر، اشلی گرین، جکسون رادبون، پیتر فاسینلی، الیزابت ریسر، نیکی رید، کلان لاتز، برایس دالاس هاوارد، خاویر ساموئل، بیلی برک، داکوتا فانینگ، جودل فرلاند، گیل بیرمنگام، کامرون برایت، آنا کندریک، مایکل ولچ، سارا کلارک، Chaske Spancer                                                                     |
| J U N E   | ۳۰       | L        | رنج عشق                                                 | E1 Entertainment                                             | تیلور هاکفورد (کارگردان)؛ هلن میرن، جو پشی |

### ژوئیه-سپتامبر
| افتتاحیه          | افتتاحیه | افتتاحیه | عنوان                                   | استودیو                                             | عوامل |
| ----------------- | -------- | -------- | --------------------------------------- | --------------------------------------------------- | --- |
| J U L Y           | ۲        | W        | آخرین هواشکن                            | پارامونت پیکچرز / نیکلودئون موویز                   | ام. نایت شیامالان (کارگردان/فیلمنامه)؛ نوآه رینگر، نیکولا پلتز، جکسون رادبون، دو پتل، آصف مندوی، شان طوب، کلیف کرتیس، سیچل گابریل، کاترین هوتن، Keong Sim، دی بردلی بیکر، سامر بیشیل، جان نوبل، Francis Guinan, Ben Cooke, J.W. Cortes, Jessica وres  |
| J U L Y           | ۲        | L        | Only When I Dance                       | Tigerlily Films                                     | Beadie Finzi (کارگردان) |
| J U L Y           | ۲        | L        | Great کارگردان                          | Anisma Films                                        | Angela Ismailos (کارگردان/فیلمنامه)؛ برناردو برتولوچی، Catherine Braillat، دیوید لینچ |
| J U L Y           | ۹        | W        | من نفرت‌انگیز                            | یونیورسال استودیوز / ایلومینیشن اینترتینمنت         | کریس رناد، پیر کافین (کارگردان)؛ استیو کارل، جیسون سیگل، کریستن ویگ، ویل آرنت، میرندا کازگرو، Dana Gaier، السی فیشر، راسل برند، کریس رناد، پیر کافین، جامین کلمنت، کن جیونگ، جک مک‌بریر، جولی اندروز، دنی مک‌براید، میندی کالینگ، Ken Daurio، راب هیوبل |
| J U L Y           | ۹        | W        | غارتگران                                | فاکس قرن بیستم                                      | نیمرود آنتال (کارگردان)؛ آدرین برودی، آلیس براگا، دنی ترخو، والتون گوگینس، اولگ تاکتاروف، توفر گریس، درک میرس، ماهرشالا علی، Louiz Ozawa |
| J U L Y           | ۹        | ‡        | بچه‌ها حالشان خوب است                    | فوکوس فیچرز                                         | لیسا چولودنکو (کارگردان)؛ آنت بنینگ، جولیان مور، میا واشیکوفسکا، جاش هاچرسون، مارک روفالو |
| J U L Y           | ۹        | L        | مرد وینیبگو                             | Kino International                                  | Ben Steinbauer (کارگردان)؛ مرد وینیبگو، Joe Pickett, Nick Preuher, Douglas Rushkoff, Mike Mitchell |
| J U L Y           | ۹        | L        | رقص خیابانی                             | ورتیگو فیلمز                                        | Richard Windsor، نیکلا برلی، Ashley Banjo, George Sampson, Diversity, Flawless, Charlie Bruce |
| J U L Y           | ۹        | L        | آرئی‌سی ۲                                | مگنولیا پیکچرز                                      | مانوئلا بلاسکو |
| J U L Y           | ۹        | L        | دختری که با آتش بازی کرد                | Music Box Films                                     | دنیل آلفردسون (کارگردان)؛ Jonas Frykberg، استیگ لارسن (فیلمنامه)؛ مایکل نیکویست، نومی راپاس |
| J U L Y           | ۹        | L        | خیزش والهالا                            | آی‌اف‌سی فیلمز                                        | نیکولاس ویندینگ رفن (کارگردان)؛ نیکولاس ویندینگ رفن، روی جاکوبسن (فیلمنامه)؛ مدس میکلسن |
| J U L Y           | ۱۴       | W        | شاگرد جادوگر                            | والت دیزنی پیکچرز                                   | جان ترتل‌تاب (کارگردان)؛ نیکلاس کیج، جی باروشل، آلفرد مولینا، ترزا پالمر، توبی کبل، مونیکا بلوچی |
| J U L Y           | ۱۶       | W        | تلقین                                   | وارنر برادرز                                        | کریستوفر نولان (کارگردان)؛ لئوناردو دی‌کاپریو، جوزف گوردون لویت، الن پیج، کیلین مورفی، ماریون کوتیار، کن واتانابه، تام هاردی، دیلیپ رائو، مایکل کین |
| J U L Y           | ۱۶       | L        | Kisses                                  | Oscilloscope Pictures                               | Lance Daly (کارگردان/فیلمنامه)؛ Gerry Moore, Shane Curry، استیون ری |
| J U L Y           | ۱۶       | L        | Stوing Ovation                          | Rocky Mountain Pictures                             | Stewart Raffill (کارگردان/فیلمنامه)؛ Alexis Blesiada, Alanna P، London Clark |
| J U L Y           | ۱۶       | L        | فرد: فیلم                               | نیکلودئون                                           | لوکاس کروکشنک، پیکسی لات |
| J U L Y           | ۱۶       | L        | آریتی                                   | والت دیزنی پیکچرز / استودیو جیبلی                   | گری رایدستورم (کارگردان)؛ Karey Kirkpatrick (فیلمنامه)؛ ویل آرنت، امی پولر، کارول برنت، بریجیت مندلر، دیوید هنری، مویسس آریاس |
| J U L Y           | ۲۳       | W        | رامونا و بیزوس                          | فاکس قرن بیستم                                      | الیزابت آلن روزینبام (کارگردان)؛ Laurie Craig (فیلمنامه)؛ جنیفر گودوین، سلنا گومز، جوئی کینگ، جاش دوهامل، بریجیت مویناهان، جان کوربت |
| J U L Y           | ۲۳       | W        | سالت                                    | کلمبیا پیکچرز                                       | فیلیپ نویس (کارگردان)؛ آنجلینا جولی، لیو شرایبر، چویتل اجیوفور |
| J U L Y           | ۲۳       | L        | Countdown to Zero                       | مگنولیا پیکچرز                                      | Lucy Walker (کارگردان) |
| J U L Y           | ۲۳       | L        | Farewell                                | NeoClassics Films                                   | کریستین کاریون (کارگردان)؛ فرد وارد، ویلم دفو، دیانه کروگر |
| J U L Y           | ۲۳       | L        | Spoken Word                             | Variance Films                                      | ویکتور نانز (کارگردان)؛ کونو بکر، میگل ساندووال، مونیک گابریلا کرنن، پرشیا وایت، روبن بلیدز |
| J U L Y           | ۲۳       | L        | Mugabe و the White African              | First Run Features                                  | وrew Thompson, Lucy Bailey (کارگردان) |
| J U L Y           | ۲۳       | L        | Life During Wartime                     | آی‌اف‌سی فیلمز                                        | تاد سولوندز (کارگردان/فیلمنامه)؛ آلای شیدی، آلیسون جانی، کیران هایندز، کریس مارکت، دیلن ریلی اسنایدر |
| J U L Y           | ۳۰       | W        | گربه‌ها و سگ‌ها: انتقام از کیتی گالور     | وارنر برادرز                                        | برد پیتون (کارگردان)؛ کریس اودانل، جک مک‌بریر، بت میدلر |
| J U L Y           | ۳۰       | W        | چارلی سنت کلاود                         | یونیورسال استودیوز                                  | بار استیرز (کارگردان)؛ Burr Steers، کریگ پیرس، جیمز شیمس، Lewis Colick (فیلمنامه‌نویسs)؛ زک افران، کیم بسینگر، آماندا کرو |
| J U L Y           | ۳۰       | W        | شام برای احمق‌ها                         | پارامونت پیکچرز / دریم‌ورکس                          | جی روچ (کارگردان)؛ David Guion, Michael Hوelman (فیلمنامه)؛ استیو کارل، پل راد، زک گالیفیاناکیس، جف دانهام، بروس گرینوود، ران لیوینگستون، ریک اورتون، لوسی پانچ، آندرئا سوج، دیوید ویلیامز، Jacques A. Dehonn                                         |
| J U L Y           | ۳۰       | L        | مرد اضافی                               | مگنولیا پیکچرز                                      | Shari Springer Berman, Robert Pulcini (کارگردان)؛ کوین کلاین، پل دانو، کیتی هلمز، جان سی ریلی |
| J U L Y           | ۳۰       | L        | The Dry Lو                              | Freestyle Releasing                                 | Ryan Piers Williams (کارگردان/فیلمنامه)؛ آمریکای فررا، ویلمر والدراما، ملیسا لیو، جیسون ریتر، Evan Jones، ساشا اسپیلبرگ |
| J U L Y           | ۳۰       | L        | Hugh Hefner: Playboy, Activist و Rebel  | Phase 4 Films                                       | هیو هفنر، جس جکسون، جرج لوکاس، جیمز کان |
| J U L Y           | ۳۰       | L        | What's the Matter with Kansas?          | Ow Myeye Productions Inc.                           | Joe Winston |
| J U L Y           | ۳۰       | L        | Smash His Camera                        | Home Box Office (اچ‌بی‌او)                            | Leon Gast (کارگردان) |
| J U L Y           | ۳۰       | L        | Get Low                                 | سونی پیکچرز کلاسیکس                                 | آرون اشنایدر (کارگردان)؛ رابرت دووال، بیل مری، سیسی اسپیسک، لوکاس بلک |
| A U G U S T       | ۶        | W        | Flipped                                 | وارنر برادرز                                        | راب رینر (کارگردان)؛ کالان مک‌اولیف، مادلین کارول، آیدان کوئین، پنلوپه آن میلر، ربکا د مورنی، آنتونی ادواردز، جانی ماهونی |
| A U G U S T       | ۶        | W        | اون‌یکی‌ها                                | کلمبیا پیکچرز                                       | آدام مک‌کی (کارگردان)؛ ویل فرل، مارک والبرگ |
| A U G U S T       | ۶        | W        | استپ آپ سه‌بعدی                          | تاچ‌استون پیکچرز / سامیت اینترتینمنت                 | جان ام. چو (کارگردان)؛ شارنی وینسن |
| A U G U S T       | ۶        | L        | ناپدید شدن آلیس کرید                    | Anchor Bay Films                                    | J Blakeson (کارگردان)؛ جما آرترتون، Martin Compston، ادی مارسن |
| A U G U S T       | ۶        | L        | مردان متوسط                             | پارامونت ونتیج                                      | جورج گالو (کارگردان)؛ George Gallo، وy Weiss (فیلمنامه)؛ لوک ویلسون، جووانی ریبیسی، گابریل مچ، جیمز کان |
| A U G U S T       | ۶        | L        | دوازده                                  | Hannover House                                      | جوئل شوماخر (کارگردان)؛ چیس کرافورد، اما رابرتز، فیفتی سنت، روری کالکین، الن بارکین، کیفر ساترلند |
| A U G U S T       | ۶        | L        | The Wildest Dream                       | National Geographic Entertainment                   | آلن ریکمن، کنراد آنکر، هیو دنسی، Leo Houlding، لیام نیسون، ناتاشا ریچاردسون، رالف فاینس |
| A U G U S T       | ۶        | L        | Brotherhood                             | Olive Films                                         | Nicolo Donato (کارگردان)؛ توره لینهارت و دیوید دنسیک |
| A U G U S T       | ۶        | L        | Cairo Time                              | آی‌اف‌سی فیلمز                                        | پاتریشا کلارکسون، الکساندر صدیق |
| A U G U S T       | ۶        | L        | لبنان                                   | سونی پیکچرز کلاسیکس                                 | ساموئل مائوز (کارگردان) |
| A U G U S T       | ۶        | L        | تب بهاری                                | Strو Releasing                                      | Lou Ye (کارگردان) |
| A U G U S T       | ۶        | L        | Patrik, Age 1.5                         | Regent Releasing                                    | Torkel Petersson, تام لیونگمن، گوستاف اسکارشگورد |
| A U G U S T       | ۱۳       | W        | بخور، عبادت کن، عشق بورز                | کلمبیا پیکچرز                                       | رایان مورفی (کارگردان/فیلمنامه)؛ جولیا رابرتس، ریچارد جنکینز، خاویر باردم، وایولا دیویس، بیلی کروداپ، جیمز فرانکو |
| A U G U S T       | ۱۳       | W        | یک‌بارمصرف‌ها                             | لاینزگیت                                            | سیلوستر استالونه (کارگردان)؛ Sylvester Stallone، میکی رورک، جیسون استاتهام، جت لی، استیو آستین، تری کروس، دولف لاندگرن |
| A U G U S T       | ۱۳       | W        | اسکات پیلگریم در برابر دنیا             | یونیورسال استودیوز                                  | ادگار رایت (کارگردان)؛ مایکل باکال، Edgar Wright (فیلمنامه)؛ مایکل سرا، مری الیزابت وینستد، کیرن کالکین، آلیسون پیل، مارک وبر، جانی سیمونز، آنا کندریک، کریس ایوانز، برندان روث، می ویتمن، بری لارسون، آبری پلازا، جیسون شوارتزمن، Jean Yoon          |
| A U G U S T       | ۱۳       | L        | Double Negative                         | Skyline Pictures                                    | Jesse Johnson (کارگردان)؛ Jesse Johnson, Nick Turnbow (فیلمنامه)؛ Frederic Doss, Robert Gordon Spencer, John Ceallach, Christopher Ballard, Tiffany Johnson, Jesika Fisher                                                                            |
| A U G U S T       | ۱۳       | L        | حکایت دریای زمین                        | والت دیزنی پیکچرز / استودیو جیبلی                   | گورو میازاکی (کارگردان)؛ گورو میازاکی، Keiko Niwa (فیلمنامه)؛ تیموتی دالتون، ویلم دفو، Matt Levin، چیچ مارین، ماریسکا هارگیتای، Blaire Restaneo، جین اسمارت                                                                                           |
| A U G U S T       | ۱۳       | L        | La Soga                                 | 7–57 Releasing                                      | Josh Crook (کارگردان) |
| A U G U S T       | ۱۳       | L        | قلمرو حیوانات                           | سونی پیکچرز کلاسیکس                                 | گای پیرس، جیمز فرش‌ویل، جوئل اجرتون |
| A U G U S T       | ۱۳       | L        | Neshoba                                 | First Run Features                                  | Micki Dickoff, Tony Pagano (کارگردان) |
| A U G U S T       | ۱۳       | L        | پیپلی زنده                              | Aamir Khan Productions                              | انوشا ریزوی (کارگردان) |
| A U G U S T       | ۱۳       | L        | The People I've Slept With              | Margin Films                                        | کوئنتین لی (کارگردان)؛ آرچی کائو، Cathy Shim، کریس زیلکا، Elizabeth Sung، جیمز شیگتا، Karin Anna Cheung, Perry Smith، رندل پارک، ویلسون کروز |
| A U G U S T       | ۱۳       | L        | Salt of this Sea                        | Lorber Films                                        | Annamarie Jacir (کارگردان/فیلمنامه) |
| A U G U S T       | ۱۸       | W        | مکیدن خون‌آشام                           | فاکس قرن بیستم                                      | Jason Friedberg, Aaron Seltzer (کارگردان/فیلمنامه)؛ مت لنتر، جن پراسک، کریس ریگی، آنالیزا ون‌در پل، کن جیونگ |
| A U G U S T       | ۱۸       | L        | A Film Unfinished                       | Oscilloscope Pictures                               | Yael Hersonski |
| A U G U S T       | ۲۰       | W        | بلیت بخت‌آزمایی                          | وارنر برادرز                                        | Erik White (کارگردان)؛ Abdul Williams (فیلمنامه)؛ بو بو، آیس کیوب |
| A U G U S T       | ۲۰       | W        | Nanny McPhee و the Big Bang             | یونیورسال استودیوز                                  | Sآمریکاnna White (کارگردان)؛ اما تامسون (فیلمنامه)؛ Emma Thompson، مگی جیلنهال، ریس ایفانز، مگی اسمیت، رالف فاینس، بیل بیلی، Katy Brو، ایسا باترفیلد                                                                                                  |
| A U G U S T       | ۲۰       | W        | پیرانا سه‌بعدی                           | دایمنشن فیلمز                                       | الکساندر آژا (کارگردان/فیلمنامه)؛ جری اوکانل، جسیکا کارن، وینگ ریمز، الیزابت شو، کریستوفر لوید، ادام اسکات، دینا میر، ریچارد درایفس، کلی بروک، رایلی استیل، پل شیر، الی راث                                                                           |
| A U G U S T       | ۲۰       | W        | تعویض                                   | میرامکس                                             | Josh Gordon, Will Speck (کارگردان)؛ جیسون بیتمن، جنیفر آنیستون، پاتریک ویلسون، جولیت لوئیس، جف گلدبلوم |
| A U G U S T       | ۲۰       | L        | What If...                              | Pure Flix Entertainment                             | Dallas Jenkins (کارگردان)؛ کوین سوربو، کریستی سوانسون، دبی راین، جان راتزنبرگر |
| A U G U S T       | ۲۰       | L        | Mao's Last Dancer                       | ATO Pictures                                        | بروس برسفورد (کارگردان) |
| A U G U S T       | ۲۰       | L        | The Army of Crime                       | Lorber Films                                        | روبر گدیگیان (کارگردان/فیلمنامه) |
| A U G U S T       | ۲۰       | L        | روح آشپزخانه                            | آی‌اف‌سی فیلمز                                        | فاتح آکین (کارگردان) |
| A U G U S T       | ۲۰       | L        | The Tillman Story                       | واینستین کمپانی                                     | پت تیلمن |
| A U G U S T       | ۲۷       | W        | The Last Exorcism                       | لاینزگیت                                            | دانیل اشتام (کارگردان)؛ Huck Botko، وrew Gurlو (فیلمنامه)؛ پاتریک فابیان، Iris Bahr، لوئیس هرتوم |
| A U G U S T       | ۲۷       | W        | سارقان                                  | اسکرین جمز                                          | John Luessenhop (کارگردان)؛ پل واکر، مت دیلون، هایدن کریستنسن، کریس براون، تی. آی.، ادریس البا، زویی سالدانا |
| A U G U S T       | ۲۷       | R        | آواتار: Special Edition                 | فاکس قرن بیستم                                      | جیمز کامرون (کارگردان/فیلمنامه)؛ سم ووردینگتن، زویی سالدانا، سیگورنی ویور، جووانی ریبیسی، میشل رودریگز، استیون لانگ |
| A U G U S T       | ۲۷       | L        | غریزه جنایت                             | New American Vision                                 | ژان فرانسوا ریشه (کارگردان) |
| A U G U S T       | ۲۷       | L        | شیر اندوه                               | Olive Films                                         | کلاودیا یوسا (کارگردان/فیلمنامه) |
| A U G U S T       | ۲۷       | L        | سنچوریون                                | مگنولیا پیکچرز                                      | نیل مارشال (کارگردان/فیلمنامه)؛ دومینیک وست، مایکل فسبندر، اولگا کوریلنکو |
| A U G U S T       | ۲۷       | L        | Make-out with Violence                  | Factory 25                                          | The Deagol Brothers (کارگردان)؛ Eric Lehning, Cody DeVos, Leah High, Shellie Marie Shartzer, Brett Miller, Tia Shearer, Josh Duensing |
| S E P T E M B E R | ۱        | W        | آمریکایی                                | فوکوس فیچرز                                         | آنتون کوربین (کارگردان)؛ روان جافه (نویسنده)، جرج کلونی |
| S E P T E M B E R | ۳        | W        | فاصله گرفتن                             | نیو لاین سینما                                      | Nanette Burstein (کارگردان)؛ درو بریمور، جاستین لانگ، چارلی دی، کریستینا اپل‌گیت، ران لیوینگستون، جیم گافیگان، راب ریگل، جیسون سودیکیس |
| S E P T E M B E R | ۳        | W        | ماشته                                   | فاکس قرن بیستم                                      | Ethan Maniquis، رابرت رودریگز (کارگردان)؛ Robert Rodriguez (فیلمنامه)؛ دنی ترخو، جسیکا آلبا، رابرت دنیرو، لیندزی لوهان، میشل رودریگز، رز مک‌گاون |
| S E P T E M B E R | ۱۰       | W        | رزیدنت ایول: زندگی پس از مرگ            | اسکرین جمز / کپ‌کام                                  | پل دبلیو. اس. اندرسون (کارگردان/فیلمنامه)؛ میلا یوویچ، الی لارتر، اسپنسر لاک، ونتورت میلر، شان رابرتز |
| S E P T E M B E R | ۱۰       | ‡        | The Virginity Hit                       | کلمبیا پیکچرز                                       | Huck Botko، وrew Gurlو (کارگردان/فیلمنامه)؛ مت بنت، زک پرلمن |
| S E P T E M B E R | ۱۵       | L        | هرگز رهایم مکن                          | فاکس سرچلایت پیکچرز                                 | مارک رومنک (کارگردان)؛ کیرا نایتلی، کری مولیگان، اندرو گارفیلد، سالی هاوکینز |
| S E P T E M B E R | ۱۷       | W        | آلفا و امگا                             | لاینزگیت                                            | بن گلوک (کارگردان)؛ جاستین لانگ، هیدن پنیتیر، کریستینا ریچی، دنی گلاور، دنیس هاپر |
| S E P T E M B E R | ۱۷       | W        | شیطان                                   | یونیورسال استودیوز                                  | Drew Dowdle، جان اریک داودل (کارگردان)؛ Brian Nelson (فیلمنامه)؛ جفری آرند، کریس مسینا، بوجانا نوواکوویچ |
| S E P T E M B E R | ۱۷       | W        | مثل آب خوردن                            | اسکرین جمز                                          | ویل گلوک (کارگردان)؛ Bert V. Royal (فیلمنامه)؛ اما استون، آماندا باینس، استنلی توچی، پاتریشا کلارکسون، لیسا کودرو، مالکوم مک‌داول |
| S E P T E M B E R | ۱۷       | W        | شهر                                     | وارنر برادرز / گراهام کینگ                          | بن افلک (کارگردان)؛ Ben Affleck، جان هم، ربکا هال، جرمی رنر، بلیک لایولی، کریس کوپر، پیت پاستویت، Chris Collins |
| S E P T E M B E R | ۱۷       | L        | Catfish                                 | رلتیویتی مدیا                                       | هنری جوست, آریل شولمن (کارگردان)؛ Megan Faccio, Nev Schulman, Rel Schulman |
| S E P T E M B E R | ۱۷       | L        | جک به قایق‌رانی می‌رود                    | Overture Films                                      | فیلیپ سیمور هافمن (کارگردان)؛ فیلیپ سیمور هافمن، ایمی رایان |
| S E P T E M B E R | ۱۷       | L        | Last Day of Summer                      | انترتینمنت وان                                      | Vlad Yudin (کارگردان)؛ دی‌جی کوالز، نیکی رید، ویلیام سدلر |
| S E P T E M B E R | ۱۷       | L        | برگ‌های علف                              | First Look Studios                                  | تیم بلیک نلسون (کارگردان/فیلمنامه)؛ ادوارد نورتون، تیم بلیک نلسون، سوزان ساراندون، ریچارد درایفس |
| S E P T E M B E R | ۲۲       | L        | غریبه‌ای دراز و سیاه را ملاقات خواهی کرد | سونی پیکچرز کلاسیکس                                 | وودی آلن (کارگردان/فیلمنامه)؛ آنتونی هاپکینز، آنتونیو باندراس، جما جونز، فریدا پینتو، نائومی واتس، جاش برولین، لوسی پانچ، ایون برمنر |
| S E P T E M B E R | ۲۴       | W        | افسانه محافظان: جغدهای گاهول            | وارنر برادرز                                        | زک اسنایدر (کارگردان)؛ جیم استرجس، هوگو ویوینگ، رایان کوانتن، جفری راش، Emily Barclay، دیوید ونهام |
| S E P T E M B E R | ۲۴       | W        | وال استریت: پول هرگز نمی‌خوابد           | فاکس قرن بیستم                                      | الیور استون (کارگردان)؛ مایکل داگلاس، شایا لابوف، کری مولیگان، جاش برولین، فرانک لانگلا، سوزان ساراندون |
| S E P T E M B E R | ۲۴       | W        | دوباره تو                               | تاچ‌استون پیکچرز                                     | اندی فیکمن (کارگردان)؛ کریستن بل، جیمی لی کرتیس، سیگورنی ویور، اودت انابل، کریستن چنووس، بتی وایت، ویکتور گاربر، جیمز ووک، کلوریس لیچمن |
| S E P T E M B E R | ۲۴       | L        | Buried                                  | لاینزگیت                                            | رودریگو کورتس (کارگردان)؛ کریس اسپارلینگ (فیلمنامه)؛ رایان رینولدز، José María Yazpik |
| S E P T E M B E R | ۲۴       | L        | Like Dوelion Dust                       | Downes Brothers Entertainment Blue Collar Releasing | Jon Gunn (کارگردان)؛ میرا سوروینو، بری پیپر، کیت لورینگ، ماکسول پری کاتن، کول هاسر |
| S E P T E M B E R | ۳۰       | L        | جنگل نروژی                              | Soda Pictures / Red Flag Releasing                  | تران آن هونگ (کارگردان/فیلمنامه)؛ کنیچی ماتسویاما، رینکو کیکوچی |

### اکتبر-دسامبر
| افتتاحیه        | افتتاحیه | افتتاحیه | عنوان                                                                                           | استودیو                                        | عوامل |
| --------------- | -------- | -------- | ----------------------------------------------------------------------------------------------- | ---------------------------------------------- | --- |
| O C T O B E R   | ۱        | W        | پرونده ۳۹                                                                                       | پارامونت ونتیج                                 | کریستیان آلفارت (کارگردان)؛ Ray Wright (فیلمنامه)؛ رنی زلوگر، جودل فرلاند، ایان مک‌شین، بردلی کوپر |
| O C T O B E R   | ۱        | W        | بگذار وارد شوم                                                                                  | Overture Films                                 | مت ریوز (کارگردان/فیلمنامه)؛ کدی اسمیت-مک‌فی، کلویی مورتز، ریچارد جنکینز، الیاس کوتیاس |
| O C T O B E R   | ۱        | W        | شبکه اجتماعی                                                                                    | کلمبیا پیکچرز                                  | دیوید فینچر (کارگردان)؛ آرون سورکین (فیلمنامه)؛ جسی آیزنبرگ، جاستین تیمبرلیک، اندرو گارفیلد، برندا سونگ، رونی مارا، رشیدا جونز، آرمی هامر |
| O C T O B E R   | ۸        | W        | It's Kind of a Funny Story                                                                      | فوکوس فیچرز                                    | آنا بودن و رایان فلک (کارگردان/فیلمنامه)؛ آنا بودن و رایان فلک؛ کیر گیلکریست، زک گالیفیاناکیس، اما رابرتز، وایولا دیویس |
| O C T O B E R   | ۸        | W        | زندگی آن‌طور که می‌شناسیمش                                                                        | وارنر برادرز                                   | گرگ برلانتی (کارگردان)؛ کاترین هیگل، جاش دوهامل، کریستینا هندریکس، جاش لوکاس |
| O C T O B E R   | ۸        | W        | روح من را حفظ کن                                                                                | Rogue Pictures                                 | وس کریون (کارگردان/فیلمنامه)؛ نیک لاشاوی، مکس تیریوت، دنزل ویتاکر |
| O C T O B E R   | ۸        | W        | اسب مسابقه                                                                                      | والت دیزنی پیکچرز                              | رندل والاس (کارگردان)؛ دایان لین، دیلن والش، جان مالکوویچ، اسکات گلن، کوین کانلی، دیلن بیکر، جیمز کرامول، مارگو مارتیندال، نستور سرانو، نلسون الیس |
| O C T O B E R   | ۸        | L        | به گورت تف می‌کنم                                                                                | Anchor Bay Entertainment                       | استیون مونروی (کارگردان)؛ چاد لیندبرگ، دنیل فرانزیز، رادنی ایستمن، Jeff Branson، وrew Howard |
| O C T O B E R   | ۸        | L        | سوء استفاده از جایگاه                                                                           | سونی پیکچرز کلاسیکس                            | چارلز فرگوسن (کارگردان) |
| O C T O B E R   | ۸        | L        | It's a Wonderful Afterlife                                                                      | آیکون پروداکشنز                                | گاریندر چادا (کارگردان)؛ شبانه اعظمی، سالی هاوکینز، سندهیل رامامورثی، زئو وانامیکر |
| O C T O B E R   | ۸        | L        | The Elite Squad 2                                                                               | Zazen Produções                                | ژوزه پادیلا (کارگردان)؛ واگنر مورا |
| O C T O B E R   | ۸        | L        | هدف وحشی                                                                                        | استودیوهای ایلینگ                              | بیل نای، امیلی بلانت، روپرت گرینت، مارتین فریمن، روپرت اورت |
| O C T O B E R   | ۸        | L        | Nowhere Boy                                                                                     | واینستین کمپانی                                | سم تیلور-جانسون (کارگردان)؛ آرون تایلر-جانسون، توماس سنگستر، آن-ماری داف، کریستین اسکات توماس |
| O C T O B E R   | ۸        | L        | استون                                                                                           | Overture Films                                 | John Curran (کارگردان)؛ Angus MacLachlan (فیلمنامه)؛ رابرت دنیرو، ادوارد نورتون، میلا یوویچ |
| O C T O B E R   | ۸        | L        | تامارا درو                                                                                      | سونی پیکچرز کلاسیکس                            | استیون فریرز (کارگردان)؛ جما آرترتون، دومینیک کوپر |
| O C T O B E R   | ۱۵       | W        | کله‌خر سه‌بعدی                                                                                    | پارامونت پیکچرز / MTV Films                    | جف ترمین (کارگردان)؛ پرستون لیسی (فیلمنامه)؛ جانی ناکسویل، Bam Margera، استیو-او، جیسون اکونیا، راین دان، Preston Lacy، دیو انگلند، کریس پونتیوس، Danger Ehren، پل هیمن، Phil Margera, April Margera, Mat Hoffman، تونی هاک، اسپایک جونز، مایک جاج، ریپ تیلور، Eric Koston, Kerry Getz، وy Bell, Brوon Novak, Rake Yohn، شان ویلیام اسکات، Jeff Tremaine, Manny Puig, Jared Allen, Josh Brown, Loomis Fall, Will Oldham, Edward Barbanell, The Dudesons, Nitro Circus |
| O C T O B E R   | ۱۵       | W        | رد                                                                                              | سامیت اینترتینمنت                              | رابرت اشونتک (کارگردان)؛ Erich Hoeber, Jon Hoeber (فیلمنامه)؛ بروس ویلیس، مورگان فریمن، هلن میرن، جان مالکوویچ، مری-لوئیز پارکر، کارل اوربان، ریچارد درایفس، برایان کاکس، ارنست بورگناین |
| O C T O B E R   | ۱۵       | ‡        | Conviction                                                                                      | فاکس سرچلایت پیکچرز                            | تونی گلدوین (کارگردان)؛ هیلاری سوانک، سام راکول، مینی درایور، ملیسا لیو، کلیا دووال، جولیت لوئیس، لورن دین |
| O C T O B E R   | ۱۵       | L        | کارلوس                                                                                          | آی‌اف‌سی فیلمز                                   | الیویه آسایاس (کارگردان)؛ ادگار رامیرز، Ahmad Kaabour |
| O C T O B E R   | ۲۲       | W        | آخرت                                                                                            | وارنر برادرز                                   | کلینت ایستوود (کارگردان)؛ پیتر مورگان (فیلمنامه)؛ مت دیمون، برایس دالاس هاوارد، جی مهر |
| O C T O B E R   | ۲۲       | W        | فعالیت فراطبیعی ۲                                                                               | پارامونت پیکچرز                                | Tod Williams (کارگردان)؛ مایکل آر پری, Christopher Lوon, Tom Pabst (فیلمنامه)؛ کیتی فدرستن، میکا اسلوات، مولی افرائیم، اسپریگ گریدن، Brian Bolو، Jackson Xenia Prieto, William Juan Prieto, David Bierbend, Seth Ginsberg, Vivis Colombetti |
| O C T O B E R   | ۲۹       | W        | اره سه‌بعدی                                                                                      | لاینزگیت                                       | کوین گرویترت (کارگردان)؛ پاتریک ملتون، مارکوس دانستن (فیلمنامه)؛ توبین بل، Costas Mوylor، کری الویس، بتسی راسل |
| O C T O B E R   | ۲۹       | L        | دختری که به لانه زنبور لگد زد                                                                   | Music Box Films                                | دنیل آلفردسون (کارگردان)؛ Ulf Ryberg (فیلمنامه)؛ نومی راپاس، مایکل نیکویست، لنا اندره |
| O C T O B E R   | ۲۹       | L        | Monsters                                                                                        | ورتیگو فیلمز                                   | گرث ادواردز (کارگردان/فیلمنامه) |
| N O V E M B E R | ۳        | L        | Crayon                                                                                          | ZiOSS Films                                    | Dean A. Burhanuddin (کارگردان/فیلمنامه)؛ Kahoe Howard Hon, Faisal Abdullah, Joshry Adamme, Adibah Noor |
| N O V E M B E R | ۵        | W        | موعد مقرر                                                                                       | وارنر برادرز                                   | تاد فلیپس (کارگردان)؛ رابرت داونی جونیور، زک گالیفیاناکیس، جیمی فاکس، مت والش، دنی مک‌براید، چارلی شین، جان کرایر |
| N O V E M B E R | ۵        | W        | بازی منصفانه                                                                                    | Brisbane International Film Festival           | داگ لیمان (کارگردان)؛ نائومی واتس، شان پن، نوآه امریش، تای بورل، سام شپارد، بروس مک‌گیل، بروک اسمیت، مایکل کلی، خالد النوابی، Anو Tiwari، دیوید دنمان، دیوید اندروز، Geoffrey Cantor، آدام لوفیور، Nassar، ساتیا بابا |
| N O V E M B E R | ۵        | W        | برای دختران رنگی                                                                                | لاینزگیت                                       | تایلر پری (کارگردان)؛ جنت جکسون، تندی نیوتون، ووپی گلدبرگ، فیلیسیا رشاد، کیمبرلی الیز، کری واشینگتن، لرتا دواین، تسا تامپسون، آنیکا نونی رز، میسی گری، مایکل ایلی |
| N O V E M B E R | ۵        | W        | ابرذهن                                                                                          | پارامونت پیکچرز / دریم‌ورکس انیمیشن             | تام مک‌گراث (کارگردان)؛ ویل فرل، تینا فی، برد پیت، دیوید کراس، جونا هیل |
| N O V E M B E R | ۵        | R        | تبدیل‌شوندگان & تبدیل‌شوندگان: انتقام شکست‌خوردگان in 3-D: The Double Freeway - Re-released in 3-D | پارامونت پیکچرز / دریم‌ورکس                     | مایکل بی (کارگردان)؛ شایا لابوف، مگان فاکس، جان تورتورو، کوین دان، جولی وایت، ریچل تیلور، آنتونی اندرسون، ترسی گیبسون، جان ویت، جاش دوهامل، رامون رودریگوئز، ایزابل لوکاس Voices of پیتر کالن، هوگو ویوینگ، Charlie Adler، رابرت فاکسوورث، جس هارنل، رنو ویلسون، بیلی وست، تام کنی، تونی تاد، Jim Wood (cast) |
| N O V E M B E R | ۵        | ‡        | ۱۲۷ ساعت                                                                                        | فاکس سرچلایت پیکچرز                            | دنی بویل (کارگردان)؛ جیمز فرانکو، آمبر تامبلین، کیت مارا، لیزی کاپلان |
| N O V E M B E R | ۵        | L        | چهار شیر                                                                                        | درفت‌هاوس فیلمز                                 | کریس موریس (کارگردان)؛ ریز احمد، کیوان نوک، نایجل لینزی، بندیکت کامبربچ |
| N O V E M B E R | ۵        | L        | Guy و Madeline on a Park Bench                                                                  | Variance Films                                 | Damien Chazelle (کارگردان) |
| N O V E M B E R | ۱۰       | W        | شکوه صبح                                                                                        | پارامونت پیکچرز / بد روبات                     | راجر میشل (کارگردان)؛ هریسون فورد، ریچل مک‌آدامز، دایان کیتن، جف گلدبلوم، پاتریک ویلسون |
| N O V E M B E R | ۱۲       | W        | دورنمای شهری                                                                                    | یونیورسال استودیوز                             | Greg Strause, Colin Strause (کارگردان)؛ Joshua Cordes, Liam O'Donnell (فیلمنامه)؛ بریتنی دانیل، اریک بالفور، دونالد فایسون |
| N O V E M B E R | ۱۲       | W        | توقف‌ناپذیر                                                                                      | فاکس قرن بیستم                                 | تونی اسکات (کارگردان)؛ دنزل واشینگتن، کریس پاین، کوین چاپمن، رزاریو داوسون |
| N O V E M B E R | ۱۹       | W        | هری پاتر و یادگاران مرگ - قسمت اول                                                              | وارنر برادرز / هی‌دی فیلمز                      | دیوید یتس (کارگردان)؛ استیو کلاوز (فیلمنامه)؛ دنیل ردکلیف، روپرت گرینت، اما واتسون، هلنا بونهام کارتر، رابی کالتران، وارویک دیویس، تام فلتون، رالف فاینس، مایکل گمبون، برندن گلیسون، ریچارد گریفیتس، جان هرت، ریس ایفانز، جیسون ایساکس، هلن مک‌کوری، بیل نای، آلن ریکمن، فیونا شاو، تیموتی اسپال، ایملدا استنتون، دیوید تیولیس، جولی والترز، بانی رایت، ایوانا لینچ، سایمن مک‌برنی                                                                                      |
| N O V E M B E R | ۱۹       | W        | سه روز آینده                                                                                    | لاینزگیت                                       | پل هگیس (کارگردان/فیلمنامه)؛ راسل کرو، الیزابت بنکس، لیام نیسون |
| N O V E M B E R | ۱۹       | L        | Made in Dagenham                                                                                | سونی پیکچرز کلاسیکس                            | Nigel Cole (کارگردان)؛ سالی هاوکینز، میراندا ریچاردسون، جرالدین جیمز، رزمند پایک، جیمی وینستون، باب هاسکینز، راجر لوید-پک |
| N O V E M B E R | ۲۴       | W        | برلسک                                                                                           | اسکرین جمز                                     | استیو آنتین (کارگردان)؛ کریستینا آگیلرا، شر، کم جیجاندت، الن کامینگ، استنلی توچی، کریستن بل، جولیان هاف، پیتر گلگر، اریک دین، Chelsea Traille, Tanee McCall |
| N O V E M B E R | ۲۴       | W        | سریع‌تر                                                                                          | سی‌بی‌اس فیلمز / ترایستار پیکچرز                 | جورج تیلمن (کارگردان)؛ دواین جانسون، مون بلودگود، بیلی باب تورنتون، کارلا گوجینو |
| N O V E M B E R | ۲۴       | W        | عشق و داروهای دیگر                                                                              | فاکس قرن بیستم                                 | ادوارد زوئیک (کارگردان)؛ چارلز راندولف (فیلمنامه)؛ جیک جیلنهال، ان هتوی، جودی گریر، گابریل مچ، اولیور پلات، هانک آزاریا، جیل کلایبورگ، جورج سگال، کاترین وینیک، جش گد، جیمی الکساندر، نیکی دیلچ |
| N O V E M B E R | ۲۴       | W        | گیسوکمند                                                                                        | والت دیزنی پیکچرز / استودیو انیمیشن والت دیزنی | Nathan Greno (کارگردان)، بایرون هاوارد؛ Mark Kennedy, Dean Wellins (فیلمنامه)؛ مندی مور، زکری لی‌وای، دونا مورفی، براد گرت، ران پرلمن، ام. سی. گاینی، جفری تامبر، پل اف. تامپکینز |
| N O V E M B E R | ۲۴       | L        | بعد از تفریح                                                                                    | ریلاینس انترتینمنت                             | Danish Aslam (کارگردان)؛ Renبریتانیاa Kunzru (فیلمنامه)؛ دیپیکا پادوکونه، عمران خان، شارمیلا تاگور |
| N O V E M B E R | ۲۴       | L        | فندق‌شکن به‌صورت سه‌بعدی                                                                           | Freestyle Releasing                            | آندری کونچالوفسکی (کارگردان/فیلمنامه)؛ ال فانینگ، ناتان لین، جان تورتورو |
| N O V E M B E R | ۲۶       | ‡        | سخنرانی پادشاه (R)                                                                              | واینستین کمپانی                                | تام هوپر (کارگردان)؛ دیوید سیدلر (فیلمنامه)؛ کالین فرث، جفری راش، هلنا بونهام کارتر، گای پیرس، درک جاکوبی، تیموتی اسپال، مایکل گمبون، جنیفر ایلی، آنتونی اندروز، کلیر بلوم |
| D E C E M B E R | ۳        | W        | قوی سیاه                                                                                        | فاکس سرچلایت پیکچرز                            | دارن آرونوفسکی (کارگردان)؛ ناتالی پورتمن، میلا کونیس، ونسان کسل، باربارا هرشی، وینونا رایدر |
| D E C E M B E R | ۳        | W        | دوستت دارم فیلیپ موریس                                                                          | رودساید اترکشنز                                | گلن فیکارا جان ریکوآ (کارگردان)؛ جیم کری، یوان مک‌گرگور، لزلی من، رودریگو سانتورو |
| D E C E M B E R | ۳        | W        | رسم سلحشور                                                                                      | Rogue Pictures                                 | Sngmoo Lee (کارگردان/فیلمنامه)؛ کیت باسورث، جفری راش، دنی هوستون |
| D E C E M B E R | ۳        | L        | Night Catches Us                                                                                | مگنولیا پیکچرز                                 | Tanya Hamilton (کارگردان/فیلمنامه)؛ کری واشینگتن، آنتونی مکی، Novella Nelson, Thomas Roy |
| D E C E M B E R | ۱۰       | W        | سرگذشت نارنیا: سفر کشتی سپیده‌پیما                                                               | فاکس قرن بیستم                                 | مایکل اپتد (کارگردان)؛ بن بارنز، اسکندر کینس، جورجیا هنلی، ویل پولتر، لیام نیسون، ویلیام مسلی، آنا پاپپلول، تیلدا سوئینتن، سایمون پگ |
| D E C E M B E R | ۱۰       | W        | توریست                                                                                          | کلمبیا پیکچرز                                  | فلوریان هنکل فون دونرسمارک (کارگردان/فیلمنامه)؛ جولین فلوز، کریستوفر مک‌کوری، Jeffrey Nachmanoff (فیلمنامه)؛ جانی دپ، آنجلینا جولی، تیموتی دالتون، پل بتانی، استیون برکوف، روفوس سیول، کریستین دسیکا |
| D E C E M B E R | ۱۰       | L        | Frankie و Alice                                                                                 | Freestyle Releasing                            | جفری سکس (کارگردان)؛ هلی بری، استلان اسکارشگورد، فیلیسیا رشاد، چاندرا ویلسون |
| D E C E M B E R | ۱۰       | L        | طوفان                                                                                           | تاچ‌استون پیکچرز / میرامکس                      | جولی تایمور (کارگردان)؛ هلن میرن، دیوید استراترن، جایمن هانسو، راسل برند، فلیسیتی جونز، آلفرد مولینا |
| D E C E M B E R | ۱۷       | W        | How Do You Know                                                                                 | کلمبیا پیکچرز                                  | جیمز ال. بروکس (کارگردان/فیلمنامه)؛ ریس ویترسپون، پل راد، اوون ویلسون، جک نیکلسون |
| D E C E M B E R | ۱۷       | W        | مشت‌زن                                                                                           | پارامونت پیکچرز / واینستین کمپانی              | دیوید او. راسل (کارگردان)؛ پل آتاناسیو، Lewis Colick (فیلمنامه)؛ مارک والبرگ، کریستین بیل، امی آدامز، ملیسا لیو، جک مک‌گی |
| D E C E M B E R | ۱۷       | W        | ترون: میراث                                                                                     | والت دیزنی پیکچرز                              | جوزف کوشینسکی (کارگردان)؛ گرت هدلند، جف بریجز، اولیویا وایلد، بروس بوکسلیتنر، جیمز فرین، بئو گرت، مایکل شین، گی-مانوئل دو اومم-کریستو، توما بانگلتر |
| D E C E M B E R | ۱۷       | W        | یوگی خرسه                                                                                       | وارنر برادرز                                   | Eric Brevig (کارگردان)؛ دن اکروید، جاستین تیمبرلیک، تام کاوانا، آنا فاریس، تی جی میلر، وrew Daly, Nate Corddry |
| D E C E M B E R | ۱۷       | L        | کازینو جک                                                                                       | ATO Pictures                                   | جورج هیکنلوپر (کارگردان)؛ کوین اسپیسی، کلی پرستون، راشل لفو، بری پیپر، جان لاویتس، یانیک بیسون، Eric Schweig، مائوری چایکین، کریستین کمبل، اسپنسر گرت |
| D E C E M B E R | ۱۷       | L        | لانه خرگوش                                                                                      | لاینزگیت                                       | جان کامرون میچل (کارگردان)؛ دیوید لیندسی-آبیر (فیلمنامه)؛ نیکول کیدمن، آرون اکهارت، دایان ویست، ساندرا اوه |
| D E C E M B E R | ۲۲       | W        | فاکرهای کوچک                                                                                    | یونیورسال استودیوز / پارامونت پیکچرز           | پال وایتز (کارگردان)؛ جان هامبورگ، Larry Stuckey (فیلمنامه)؛ رابرت دنیرو، بن استیلر، اوون ویلسون، بلایث دانر، تری پولو، جسیکا آلبا، لورا درن، هاروی کایتل، داستین هافمن، باربارا استرایسند، جان دیماجیو، یول وازکوئز، کوین هارت، Sergio Calderón، دیزی تاهان، الگا فوندا، توماس مک‌کارتی، Colin Baiocchi |
| D E C E M B E R | ۲۲       | W        | شجاعت واقعی                                                                                     | پارامونت پیکچرز / اسکای‌دنس مدیا                | برادران کوئن، برادران کوئن (کارگردان/فیلمنامه)؛ جف بریجز، مت دیمون، جاش برولین، هیلی استاینفلد، بری پیپر |
| D E C E M B E R | ۲۲       | L        | یک جایی                                                                                         | فوکوس فیچرز                                    | سوفیا کوپولا (کارگردان)؛ استیون درف، ال فانینگ، بنیسیو دل تورو، میشل موناهن، کریس پونتیوس |
| D E C E M B E R | ۲۵       | W        | سفرهای گالیور                                                                                   | فاکس قرن بیستم                                 | راب لترمن (کارگردان)؛ Joe Stillman، نیکلاس استولر (فیلمنامه)؛ جک بلک، امیلی بلانت، جیسون سیگل، کاترین تیت، جیمز کوردن، آماندا پیت، کریس اودوود، بیلی کانلی |
| D E C E M B E R | ۲۵       | L        | تردستی                                                                                          | سونی پیکچرز کلاسیکس                            | سیلوین شومه (کارگردان)؛ ژاک تاتی، Sylvain Chomet (فیلمنامه) |
| D E C E M B E R | ۲۹       | L        | سالی دیگر                                                                                       | سونی پیکچرز کلاسیکس                            | مایک لی (کارگردان/فیلمنامه)؛ جیم برودبنت، ایملدا استنتون، لسلی منویل |
| D E C E M B E R | ۲۹       | L        | ولنتاین غمگین                                                                                   | واینستین کمپانی                                | درک سیانفرانس (کارگردان)؛ Derek Cianفرانسه، Cami Delavigne, Joey Curtis (فیلمنامه)؛ رایان گاسلینگ، میشل ویلیامز، مایک فوگل |
| D E C E M B E R | ۲۹       | L        | بیوتیفول                                                                                        | رودساید اترکشنز                                | الخاندرو گونسالس اینیاریتو (کارگردان/فیلمنامه)؛ خاویر باردم |

## درگذشتگان
| ماه     | تاریخ | نام                  | سن       | کشور             | تخصص                                | فیلم‌های مهم                                                |
| ژانویه  | ۴     | Donal Donnelly       | ۷۸       | ایرلند           | بازیگر                              | پدرخوانده: قسمت سوم واترلو                                 |
| ژانویه  | 5     | Beatriz Baz          | ۸۶       | آمریکا           | بازیگر                              | House of Evil                                              |
| ژانویه  | ۱۱    | اریک رومر            | ۸۹       | فرانسه           | کارگردان                            | کلکسیونر شب من نزد مود                                     |
| ژانویه  | ۱۴    | مارک جونز            | ۷۰       | بریتانیا         | بازیگر                              | زیر درخت شیر امپراتوری ضربه می‌زند                          |
| ژانویه  | ۱۷    | اریک سگال            | ۷۲       | آمریکا           | نویسنده، فیلمنامه‌نویس               | داستان عشق Oliver's Story                                  |
| ژانویه  | ۲۱    | L.A. Johnson         | ۶۲       | آمریکا           | تهیه‌کننده، صدابردار                 | CSNY/Déjà Vu سال اسب                                       |
| ژانویه  | ۲۲    | Johnny Seven         | ۸۳       | آمریکا           | بازیگر                              | آپارتمان The Love God?                                     |
| ژانویه  | ۲۲    | جین سیمونز           | ۸۰       | بریتانیا         | بازیگر                              | نارکیسوس سیاه المر گنتری                                   |
| ژانویه  | ۲۴    | پرنل رابرتز          | ۸۱       | آمریکا           | بازیگر                              | The Magic of Lassie Ride Lonesome                          |
| ژانویه  | ۲۴    | James Cole           | ۸۴       | آمریکا           | بازیگر                              | تنها در خانه ۲: گم‌شده در نیویورک                           |
| ژانویه  | ۲۷    | زلدا روبنشتاین       | ۷۶       | آمریکا           | بازیگر                              | شانزده شمع پولترگایست                                      |
| ژانویه  | ۲۷    | Martin Grace         | ۶۷       | اسپانیا          | بدل‌کار، بازیگر                      | مهاجمان صندوق گمشده نمایش ترومن                            |
| فوریه   | ۱     | دیوید براون          | ۹۳       | آمریکا           | تهیه‌کننده                           | شوگرلند اکسپرس نیش                                         |
| فوریه   | ۱     | جاستین منتل          | ۲۷       | آمریکا           | بازیگر                              | جی-فورس پالو آلتو                                          |
| فوریه   | ۳     | فرانسیس رید          | ۹۵       | آمریکا           | بازیگر                              | The وromeda Strain مرد عوضی                                |
| فوریه   | ۳     | John McCallum        | ۹۱       | استرالیا         | تهیه‌کننده، بازیگر، نویسنده          | جعبه جادویی It Always Rains on Sunday                      |
| فوریه   | ۳     | ژرژ ویلسون           | ۸۸       | فرانسه           | بازیگر                              | Les Hussards غیبت طولانی                                   |
| فوریه   | ۵     | ایان کارمایکل        | ۸۹       | بریتانیا         | بازیگر                              | Miss Robin Hood پیشروی سرباز                               |
| فوریه   | ۱۲    | لیسا دنیلز           | ۷۹       | آمریکا           | بازیگر                              | صد و یک سگ خالدار The و romeda Strain                      |
| فوریه   | ۱۳    | Max Faulkner         | ۷۸ یا ۷۹ | بریتانیا         | بدل‌کار، بازیگر                      | بید Nightbreed                                             |
| فوریه   | ۱۵    | George Waring        | ۸۴       | بریتانیا         | بازیگر                              | Tarka the Otter                                            |
| فوریه   | ۱۶    | جان دیویس چندلر      | ۷۵       | آمریکا           | بازیگر                              | وحشی‌های جوان اسلحه‌ها در بعد از ظهر                         |
| فوریه   | ۱۷    | کاترین گریسون        | ۸۸       | آمریکا           | بازیگر                              | قایق نمایشی Anchors Aweigh                                 |
| فوریه   | ۱۹    | لایونل جفریس         | ۸۳       | بریتانیا         | بازیگر، فیلمنامه‌نویس، کارگردان      | صحنه وحشت The Colditz Story                                |
| فوریه   | ۲۲    | Robin Davies         | ۵۶       | بریتانیا         | بازیگر                              | شکسپیر عاشق The Blood on Satan's Claw                      |
| فوریه   | ۲۳    | Derek Vanlint        | ۷۷       | کانادا           | فیلم‌بردار                           | بیگانه Dragonslayer                                        |
| فوریه   | ۲۶    | Richard Devon        | ۸۴       | آمریکا           | بازیگر                              | نیروی مگنوم هفتمین نشانه                                   |
| فوریه   | ۲۸    | مارتین بنسون         | ۹۱       | بریتانیا         | بازیگر                              | طالع نحس کلئوپاترا                                         |
| مارس    | ۴     | نان مارتین           | ۸۲       | آمریکا           | بازیگر                              | خدانگهدار کولمبوس The Other Side of the Mountain           |
| مارس    | ۵     | Charles B. Pierce    | ۷۱       | آمریکا           | کارگردان، فیلمنامه‌نویس، تهیه‌کننده   | ضربه ناگهانی The Legend of Boggy Creek                     |
| مارس    | ۹     | Bob Colletti         |          | آمریکا           | بدل‌کار، بازیگر                      | شوالیه تاریکی رفتگان                                       |
| مارس    | ۱۰    | کوری‌هایم             | ۳۸       | کانادا           | بازیگر                              | لوکاس کرانک: ولتاژ بالا                                    |
| مارس    | ۱۱    | Merlin Olsen         | ۶۹       | آمریکا           | بازیگر                              | The Undefeated میتچل                                       |
| مارس    | ۱۴    | پیتر گریوز           | ۸۳       | آمریکا           | بازیگر                              | هواپیما! بازداشتگاه شماره ۱۷                               |
| مارس    | ۱۵    | David J. Steinberg   | ۴۵       | آمریکا           | بازیگر                              | بید فیلم حماسی                                             |
| مارس    | ۱۸    | فس پارکر             | ۸۵       | آمریکا           | بازیگر                              | Old Yeller The Great Locomotive Chase                      |
| مارس    | ۲۴    | رابرت کالپ           | ۷۹       | آمریکا           | بازیگر                              | Sunday in New York باب و کارول و تد و آلیس                 |
| مارس    | ۲۸    | جون هوک              | ۹۷       | آمریکا           | بازیگر                              | خواهر من آیلین Four Jacks and a Jill                       |
| مارس    | ۳۱    | شرلی میلز            | ۸۳       | آمریکا           | بازیگر                              | Child Bride The Under-Pup                                  |
| آوریل   | ۱     | جان فورسایث          | ۹۲       | آمریکا           | بازیگر                              | Destination Tokyo دردسر هری                                |
| آوریل   | ۴     | Lori Martin          | ۶۲       | آمریکا           | بازیگر                              | تنگه وحشت The Chase                                        |
| آوریل   | ۶     | Sam Menning          | ۸۵       | آمریکا           | بازیگر                              | The Onion Movie زن قصاب                                    |
| آوریل   | ۶     | کورین ردگریو         | ۷۰       | بریتانیا         | بازیگر                              | به نام پدر چهار عروسی و یک تشییع جنازه                     |
| آوریل   | ۸     | جیمز اوبری           | ۶۲       | لتونی            | بازیگر                              | سالار مگس‌ها جاسوس‌بازی                                      |
| آوریل   | ۸     | کریستوفر کازنووه     | ۶۵       | بریتانیا         | بازیگر                              | سه مرد و یک خانم کوچک Zulu Dawn                            |
| آوریل   | ۹     | Meinhardt Raabe      | ۹۴       | آمریکا           | بازیگر                              | جادوگر شهر از                                              |
| آوریل   | ۱۰    | دیکسی کارتر          | ۷۰       | آمریکا           | بازیگر                              | That Evening Sun Going Berserk                             |
| آوریل   | 11    | Richard Shaw         | 89       | بریتانیا         | بازیگر                              | 633 Squadron Don't Lose Your Head                          |
| آوریل   | ۱۴    | پیتر استیل           | ۴۸       | آمریکا           | خواننده، موزیسین                    | تایپ او نگاتیو گوشت‌خوار                                    |
| آوریل   | ۱۶    | Sid Conrad           | ۸۶       | آمریکا           | بازیگر                              | مرد زرق و برق‌دار Caddyshack II                             |
| آوریل   | ۱۷    | دده آلن              | ۸۶       | آمریکا           | تدوین‌گر                             | بعد از ظهر سگی بانی و کلاید                                |
| آوریل   | ۲۳    | شای دوفین            | ۷۹       | ایرلند           | بازیگر                              | سیبیسکوت رفتگان                                            |
| آوریل   | ۲۵    | دوروثی پروواین       | ۷۵       | آمریکا           | بازیگر                              | دنیای دیوانه، دیوانه، دیوانه، دیوانه گربه جاسوس            |
| آوریل   | ۲۸    | فوریو اسکارپلی       | ۹۰       | ایتالیا          | نویسنده                             | خوب، بد، زشت ایل پوستینو: پستچی                            |
| مه      | ۱     | Danny Aiello III     | ۵۳       | آمریکا           | بدل‌کار                              | درخشش ابدی یک ذهن پاک اگه می‌تونی منو بگیر                  |
| مه      | ۲     | لین ردگریو           | ۶۷       | بریتانیا         | بازیگر                              | خدایان و هیولاها جورجی دختر                                |
| مه      | ۳     | جیمی گاردنر          | ۸۵       | بریتانیا         | بازیگر                              | هری پاتر و زندانی آزکابان رابین هود: شاهزادهٔ دزدان         |
| مه      | ۴     | Donah Bassett        | ۸۳       | آمریکا           | برش نگاتیو                          | بازگشت به آینده صورت‌زخمی                                   |
| مه      | ۹     | لنا هورن             | ۹۲2      | آمریکا           | بازیگر، خواننده                     | Panama Hattie Cabin in the Sky                             |
| مه      | ۱۶    | رانی جیمز دیو        | ۶۷       | آمریکا           | خواننده، بازیگر، نویسنده            | تینیشس دی در انتخاب سرنوشت                                 |
| مه      | ۲۳    | سایمون مونجاک        | ۳۹       | بریتانیا         | نویسنده                             | Factory Girl                                               |
| مه      | ۲۴    | پاول گری             | ۳۸       | آمریکا           | موزیسین                             | رولربال Behind the Player: Paul Gray                       |
| مه      | ۲۶    | Art Linkletter       | ۹۷       | کانادا           | بازیگر                              | Champagne for Caesar                                       |
| مه      | ۲۸    | ادی بارث             | ۷۸       | آمریکا           | بازیگر                              | شهرت The Amityville Horror                                 |
| مه      | ۲۸    | گری کلمن             | ۴۲       | آمریکا           | بازیگر، کمدین                       | On the Right Track Jimmy the Kid                           |
| مه      | ۲۹    | دنیس هاپر            | ۷۴       | آمریکا           | بازیگر، کارگردان                    | سرعت ایزی رایدر                                            |
| مه      | ۳۰    | Joan Rhodes          | ۹۰       | بریتانیا         | بازیگر، بدل‌کار                      | مرد فیل‌نما پلنگ صورتی دوباره ضربه می‌زند                    |
| مه      | ۳۱    | ویلیام ای. فراکر     | ۸۶       | آمریکا           | فیلم‌بردار، کارگردان، تهیه‌کننده      | The President's Analyst بچه رزماری                         |
| ژوئن    | ۳     | رو مک‌کلاناهان        | ۷۶       | آمریکا           | بازیگر                              | The Rotten Apple Walk the Angry Beach                      |
| ژوئن    | ۴     | Richard Dunn         | ۷۳       | آمریکا           | بازیگر                              | جاده‌ای به‌سوی تباهی خواننده عروسی                           |
| ژوئن    | ۶     | Robert B. Radnitz    | ۸۵       | آمریکا           | تهیه‌کننده                           | My Side of the Mountain ساندر                              |
| ژوئن    | ۷     | Eric Mason           | ??       | بریتانیا         | بازیگر                              | حمله به سکوی جنیفر The Calcium Kid                         |
| ژوئن    | ۱۳    | جیمی دین             | ۸۱       | آمریکا           | خواننده، بازیگر                     | الماس‌ها ابدیند Big Bad John                                |
| ژوئن    | ۱۵    | بکیم فمیو            | ۷۴       | یوگسلاوی         | بازیگر                              | ماجراجویان یکشنبه سیاه                                     |
| ژوئن    | ۱۶    | رونالد نیم           | ۹۹       | بریتانیا         | کارگردان، فیلم‌بردار                 | اسکروچ ماجرای پوزیدون                                      |
| ژوئن    | ۱۷    | الژبی‌یتا چژافسکا     | ۷۲       | لهستان           | بازیگر                              | دست‌نوشته ساراگوسا جعبه موسیقی                              |
| ژوئن    | ۱۹    | Vince O'Brien        | ۹۰       | آمریکا           | بازیگر                              | آنی هال مسابقه تلویزیونی                                   |
| ژوئن    | ۲۱    | Tam White            | ۶۷       | بریتانیا         | بازیگر، موزیسین                     | Cutthroat Islو مذاکره کننده                                |
| ژوئن    | ۲۲    | Tracy Wright         | ۵۰       | کانادا           | بازیگر                              | Monkey Warfare ابرستاره                                    |
| ژوئن    | ۲۳    | الین فرگوسن          | ۸۵       | آمریکا           | آهنگساز                             | Back to the Secret Garden Little Lord Fauntleroy           |
| ژوئن    | ۲۷    | آلدو گیفره           | ۸۶       | ایتالیا          | بازیگر                              | خوب، بد، زشت دیروز، امروز، فردا                            |
| ژوئن    | ۲۷    | کوری آلن             | ۷۵       | آمریکا           | بازیگر، کارگردان                    | شورش بی‌دلیل I-Man                                          |
| ژوئن    | ۳۰    | الیوت کاستنر         | ۸۰       | آمریکا           | تهیه‌کننده                           | جایی که عقاب‌ها جرئت پیدا می‌کنند خداحافظی طولانی            |
| ژوئیه   | ۱     | Geoffrey Hutchings   | ۷۱       | بریتانیا         | بازیگر                              | غریبه‌ای دراز و سیاه را ملاقات خواهی کرد هنری پنجم          |
| ژوئیه   | ۱     | آیلین وودز           | ۸۱       | آمریکا           | بازیگر، خواننده                     | سیندرلا                                                    |
| ژوئیه   | ۸     | Robert Feitag        | ۹۴       | آلمان            | بازیگر، کارگردان، نویسنده           | فرار بزرگ طولانی‌ترین روز                                   |
| ژوئیه   | ۹     | ونتا مک‌گی            | ۶۵       | آمریکا           | بازیگر                              | Blacula The Eiger Sanction                                 |
| ژوئیه   | ۱۰    | رابرت اسپیلین        | ۴۵       | آمریکا           | بازیگر                              | تاج و تخت توماس                                            |
| ژوئیه   | ۱۳    | آلن هیوم             | ۸۵       | بریتانیا         | فیلم‌بردار                           | بازگشت جدای ماهی به نام وندا                               |
| ژوئیه   | ۱۳    | Jerry Wills          | ۶۳       | آمریکا           | بدل‌کار، بازیگر، جلوه‌های ویژه        | موجود روز تعطیل فریس بولر                                  |
| ژوئیه   | ۱۵    | Peter Fernوez        | ۸۳       | آمریکا           | صداپیشه، بازیگر                     | مسابقه سرعت چه چیزی گیلبرت گریپ را آزار می‌دهد              |
| ژوئیه   | ۱۵    | Kip King             | ۷۲       | آمریکا           | بازیگر                              | شبی در راکسبری وست ورلد                                    |
| ژوئیه   | ۱۶    | جیمز گامون           | ۷۰       | آمریکا           | بازیگر                              | گاوچران شهری لیگ اصلی                                      |
| ژوئیه   | ۲۷    | مائوری چایکین        | ۶۱       | آمریکا           | بازیگر                              | Entrapment Cutthroat Islو                                  |
| ژوئیه   | ۳۱    | تام منکویتز          | ۶۹       | آمریکا           | فیلمنامه‌نویس، کارگردان، تهیه‌کننده   | الماس‌ها ابدیند سوپرمن                                      |
| ژوئیه   | ۳۱    | سوزو چکی دامیکو      | ۹۶       | ایتالیا          | فیلمنامه‌نویس                        | Casanova ۷۰ پلنگ                                           |
| اوت     | ۱     | رابرت اف. بویل       | ۱۰۰      | آمریکا           | کارگردان هنری، طراح تولید           | خرابکار شمال از شمال غربی                                  |
| اوت     | ۸     | پاتریشیا نیل         | ۸۴       | آمریکا           | بازیگر                              | سرچشمه نقطه فروپاشی                                        |
| اوت     | ۹     | جورج دیکنزو          | ۷۰       | آمریکا           | بازیگر                              | بازگشت به آینده برخورد نزدیک از نوع سوم                    |
| اوت     | ۱۰    | دیوید ال. ولپر       | ۸۲       | آمریکا           | تهیه‌کننده، مستندساز                 | The Race for Space The Making of the President، ۱۹۶۰       |
| اوت     | ۱۰    | Kenny Endoso         | ۷۰       | آمریکا           | بدل‌کار، بازیگر                      | هفت جان‌سخت                                                 |
| اوت     | ۱۱    | برونو اشلاینشتاین    | ۷۸       | آلمان            | بازیگر، موزیسین، هنرمند             | معمای کاسپار هاوزر اشتروشک                                 |
| اوت     | ۱۴    | ابی لینکلن           | ۸۰       | آمریکا           | بازیگر، خواننده                     | The Girl Can't Help It هیچ‌چیز مگر یک مرد                   |
| اوت     | ۲۴    | ساتوشی کن            | ۴۶       | ژاپن             | کارگردان                            | پرفکت بلو بازیگر هزاره                                     |
| اوت     | ۲۹    | James Deuter         | ۷۱       | آمریکا           | بازیگر                              | Payback وکیل هادساکر                                       |
| سپتامبر | ۱     | کمی کینگ             | ۷۶       | آمریکا           | بازیگر                              | بر باد رفته بامبی                                          |
| سپتامبر | ۳     | Robert Schimmel      | ۶۰       | آمریکا           | بازیگر، کمدین                       | مرد خالی A Low Down Dirty Shame                            |
| سپتامبر | ۳     | Cyril Smith          | ۸۲       | بریتانیا         | بازیگر                              |                                                            |
| سپتامبر | ۷     | کلایو دانر           | ۸۴       | بریتانیا         | کارگردان، تدوین‌گر                   | دشت ارغوانی Nothing But the Best                           |
| سپتامبر | ۷     | گلن شادیکس           | ۵۸       | آمریکا           | بازیگر                              | بیتل‌جوس سیاره میمون‌ها                                      |
| سپتامبر | ۹     | Geoffrey Foot        | ۹۵       | بریتانیا         | تدوین‌گر                             | The Legend of Hell House The Watcher in the Woods          |
| سپتامبر | ۱۱    | هارولد گلد           | ۸۶       | آمریکا           | بازیگر                              | نیش پچ آدامز                                               |
| سپتامبر | ۱۱    | کوین مک‌کارتی         | ۹۶       | آمریکا           | بازیگر                              | حمله جسددزدها منطقه گرگ و میش: فیلم                        |
| سپتامبر | ۱۲    | کلود شابرول          | ۸۰       | فرانسه           | کارگردان                            | مادام بوواری داستان زنان                                   |
| سپتامبر | ۱۴    | نیکلاس سلبی          | ۸۵       | بریتانیا         | بازیگر                              | جنون شاه جرج مکبث                                          |
| سپتامبر | ۱۵    | Frank Jarvis         | ۶۹       | بریتانیا         | بازیگر                              | کسب و کار ایتالیایی پلی در دوردست                          |
| سپتامبر | ۱۹    | Irving Ravetch       | ۸۹       | آمریکا           | فیلمنامه‌نویس                        | تابستان گرم و طولانی Home from the Hill                    |
| سپتامبر | ۲۱    | جان کراوفورد         | ۹۰       | آمریکا           | بازیگر، کارگردان، آهنگساز           | طولانی‌ترین روز ماجرای پوزیدون                              |
| سپتامبر | ۲۲    | ادی فیشر             | ۸۲       | آمریکا           | بازیگر، خواننده                     | Bundle of Joy باترفیلد ۸                                   |
| سپتامبر | ۲۴    | Olga Nardone         | ۸۹       | آمریکا           | بازیگر                              | جادوگر شهر از                                              |
| سپتامبر | ۲۶    | گلوریا استوارت       | ۱۰۰      | آمریکا           | بازیگر                              | تایتانیک مرد نامرئی                                        |
| سپتامبر | ۲۷    | Pierre Guffroy       | ۸۴       | فرانسه           | طراح تولید                          | تس Is Paris Burning?                                       |
| سپتامبر | ۲۸    | سالی منکه            | ۵۶       | آمریکا           | تدوین‌گر                             | داستان عامه‌پسند بیل را بکش                                 |
| سپتامبر | ۲۸    | آرتور پن             | ۸۸       | آمریکا           | کارگردان، تهیه‌کننده                 | The Left Hوed Gun معجزه‌گر                                  |
| سپتامبر | ۲۹    | تونی کرتیس           | ۸۵       | آمریکا           | بازیگر                              | هودینی The Black Shield of Falworth                        |
| سپتامبر | ۲۹    | جو مانتل             | ۹۴       | آمریکا           | بازیگر                              | مارتی محله چینی‌ها                                          |
| اکتبر   | ۴     | نورمن ویزدوم         | ۹۵       | بریتانیا         | بازیگر، کمدین                       | دردسر در فروشگاه جاده صاف‌کن                                |
| اکتبر   | ۵     | روی وارد بیکر        | ۹۳       | بریتانیا         | کارگردان                            | A Night to Remember Quatermass و the Pit                   |
| اکتبر   | ۱۰    | John Graysmark       | ۷۵       | بریتانیا         | طراح تولید                          | رابین هود: شاهزادهٔ دزدان شجاعت در زیر آتش                  |
| اکتبر   | ۱۲    | آنجلو اینفانتی       | ۷۱       | ایتالیا          | بازیگر                              | پدرخوانده نامه‌هایی به ژولیت                                |
| اکتبر   | ۱۴    | سایمن مک‌کورکیندل     | ۵۸       | بریتانیا         | بازیگر                              | مرگ بر روی نیل The Riddle of the Sوs                       |
| اکتبر   | ۱۵    | جانی شفیلد           | ۷۹       | آمریکا           | بازیگر                              | Tarzan Finds a Son! Tarzan's Secret Treasure               |
| اکتبر   | ۱۶    | باربارا بیلینگزلی    | ۹۴       | آمریکا           | بازیگر                              | هواپیما! بد و زیبا                                         |
| اکتبر   | ۱۹    | تام بازلی            | ۸۳       | آمریکا           | بازیگر                              | عشق با غریبه مطلوب The World of Henry Orient               |
| اکتبر   | ۱۹    | گراهام کراودن        | ۸۷       | بریتانیا         | بازیگر                              | خارج از آفریقا فقط بخاطر چشمان تو                          |
| اکتبر   | ۲۰    | رابرت پینتر          | ۸۲       | بریتانیا         | فیلم‌بردار                           | اماکن تجاری سوپرمن ۲                                       |
| اکتبر   | ۲۴    | لمانت جانسون         | ۸۸       | آمریکا           | کارگردان                            | The Last American Hero One on One                          |
| اکتبر   | ۲۵    | لیسا بلونت           | ۵۳       | آمریکا           | بازیگر، تهیه‌کننده                   | یک افسر و یک جنتل‌من حسابدار                                |
| اکتبر   | ۲۸    | جیمز مک‌آرتور         | ۷۲       | آمریکا           | بازیگر                              | بیگانه جوان The Light in the Forest                        |
| اکتبر   | ۲۹    | Mervyn Haisman       | ۸۲       | اسپانیا          | فیلمنامه‌نویس                        | Curse of the Crimson Altar                                 |
| اکتبر   | ۲۹    | جورج هیکنلوپر        | ۴۷       | آمریکا           | کارگردان، تهیه‌کننده، فیلمنامه‌نویس   | Hearts of Darkness: A Filmmaker's Apocalypse Ghost Brigade |
| نوامبر  | ??    | Claude Hitchcock     | ۹۲       | بریتانیا         | صدابردار                            | دوازده مرد خبیث The Lady Vanishes                          |
| نوامبر  | ۴     | Michelle Nicastro    | ۵۰       | آمریکا           | خواننده، صداپیشه                    | شاهدخت قو وقتی هری سالی را دید...                          |
| نوامبر  | ۵     | جیل کلایبورگ         | ۶۶       | آمریکا           | بازیگر                              | زن مجرد Gable و Lombard                                    |
| نوامبر  | 5     | Harold Jones         | ۶۸       | آمریکا           | بدل‌کار، بازیگر                      | برادران بلوز پلیس بورلی هیلز                               |
| نوامبر  | ۱۰    | دینو دلارنتیس        | ۹۱       | ایتالیا          | تهیه‌کننده                           | برنج تلخ جاده                                              |
| نوامبر  | ۱۱    | ماری آزبورن ییتس     | ۹۹       | آمریکا           | جامه‌دار                             | پدرخوانده: قسمت دوم دور دنیا در هشتاد روز                  |
| نوامبر  | ۱۳    | لوئیس گارسیا برلانگا | ۸۹       | اسپانیا          | کارگردان                            | Welcome Mr. Marshall! The Executioners                     |
| نوامبر  | ۱۵    | Moira Hoey           | ۸۸       | ایرلند           | بازیگر                              | این پدر من است خاکسترهای آنجلا                             |
| نوامبر  | ۲۰    | هاینتس وایس          | ۸۹       | آلمان            | بازیگر                              | فرار بزرگ Tread Softly                                     |
| نوامبر  | ۲۳    | اینگرید پیت          | ۷۳       | لهستان           | بازیگر                              | دکتر ژیواگو A Funny Thing Happened on the Way to the Forum |
| نوامبر  | ۲۷    | اروین کرشنر          | ۸۷       | آمریکا           | کارگردان                            | امپراتوری ضربه می‌زند پلیس آهنی ۲                           |
| نوامبر  | ۲۸    | Giorgos Fountas      | ۸۶       | یونان            | بازیگر                              | Stella یکشنبه‌ها هرگز                                       |
| نوامبر  | ۲۸    | لسلی نیلسن           | ۸۴       | کانادا           | بازیگر                              | خون‌بها! سیاره ممنوعه                                       |
| نوامبر  | ۲۹    | ماریو مونیچلی        | ۹۵       | ایتالیا          | کارگردان                            | آدم‌های ناشناس برانالونه                                    |
| نوامبر  | ۳۰    | Ted Sorel            | ۷۴       | آمریکا           | بازیگر                              | شبکه لنی                                                   |
| دسامبر  | ۴     | Roger Sword          | ۷۷       | آمریکا           | تدوین‌گر صدا                         | آرواره‌ها محله چینی‌ها                                       |
| دسامبر  | ۱۰    | جی. مایکل هاکوپیان   | ۹۷       | ارمنستان/ آمریکا | کارگردان، تهیه‌کننده، و فیلمنامه‌نویس |                                                            |
| دسامبر  | ۱۳    | Jane Royle           | ۷۸       | بریتانیا         | گریمور                              | فهرست شیندلر ایندیانا جونز و آخرین جنگ صلیبی               |
| دسامبر  | ۱۵    | ژان رولین            | ۷۲       | فرانسه           | کارگردان، تهیه‌کننده                 | Le Viol du Vampire Les Raisins de la Mort                  |
| دسامبر  | ۱۵    | بلیک ادواردز         | ۸۸       | آمریکا           | کارگردان، تهیه‌کننده، فیلمنامه‌نویس   | پلنگ صورتی Operation Petticoat                             |
| دسامبر  | ۱۶    | Derek V. Browne      | ۸۳       | بریتانیا         | متصدی دوربین                        | ایندیانا جونز و آخرین جنگ صلیبی بلور تاریک                 |
| دسامبر  | ۱۹    | Lupe Gigliotti       | ۸۴       | برزیل            | بازیگر                              | Os Normais                                                 |
| دسامبر  | ۲۰    | Steve Lوesberg       | ۷۴       | آمریکا           | بازیگر                              | فراموش کردن سارا مارشال گرازهای وحشی                       |
| دسامبر  | ۲۶    | David Cadiente       | ۷۳       | آمریکا           | بدل‌کار، بازیگر                      | راکی ۲ زین‌های شعله‌ور                                       |
| دسامبر  | ۲۷    | Grant McCune         | ۶۷       | آمریکا           | جلوه‌های ویژه                        | جنگ ستارگان شکارچیان روح ۲                                 |
| دسامبر  | ۲۸    | Heidi Helmer         | ۴۵       | آمریکا           | بازیگر                              | آنچه زنان می‌خواهند Porky's Revenge!                        |
| دسامبر  | ۲۹    | بیل اروین            | ۹۶       | آمریکا           | بازیگر                              | تنها در خانه Planes, Trains و Automobiles                  |